# Arqueologia brasileira

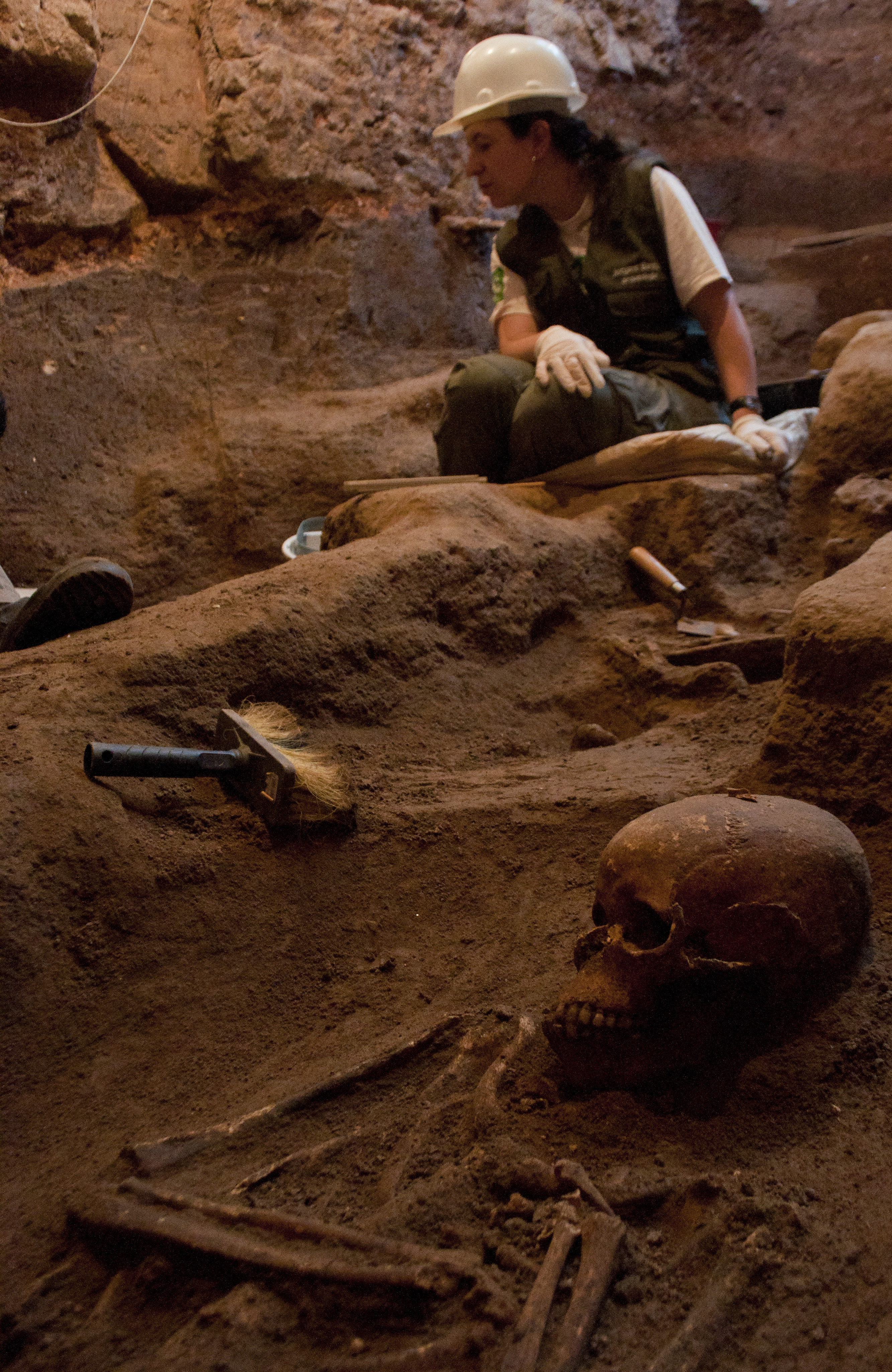
Arqueóloga explora um extinto cemitério no terreno da Cúria Metropolitana de Porto Alegre.

A arqueologia brasileira é uma perspectiva de trabalho dentro da Arqueologia que visa trabalhar com as problemáticas e as condições específicas da arqueologia no Brasil. A arqueologia brasileira se propõe a combater o eurocentrismo nas produções científicas desse campo no país, buscando resgatar e preservar o patrimônio arqueológico brasileiro. Essa perspectiva também começou a atuar academicamente no país por meio da ampliação dos trabalhos de arqueologia, que costumavam concentrar-se muito nas regiões Sul e Sudeste, e que passou a trabalhar em todo o país através de centros de formação e atuação nas universidades brasileiras. A arqueologia pode traçar sua trajetória intelectual desde os séculos XV e XVI, no contexto do antiquarianismo e do Classicismo, passando pelo Iluminismo do século XVIII e surgindo enquanto disciplina científica no início do século XIX.
Entende-se os esforços da arqueologia inicial do século XIX enquanto método para construção de uma história de origem e evolução humana, partindo de períodos muito recuados de tempo da história da humanidade, estudado através dos vestígios materiais. Já no século XX, a arqueologia se consolidou no campo científico e seu desenvolvimento propiciou a elaboração de teorias que iriam expandir suas abordagens e capacidades, se valendo da multidisciplinaridade para compor seus métodos de trabalho e estudo. No Brasil esse desenvolvimento se deu desde o século XIX, desde a passagem do Império para a República, quando se pensava numa construção de ideais nacionais, além dos discursos construídos para descobrir a respeito da origem e da organização social dos grupos indígenas. Atualmente, a arqueologia brasileira está se voltando cada vez mais para as sociedades indígenas.

## História

### Início das pesquisas

Crânio do homem de Lagoa Santa, encontrado por Peter Wilhem Lund. Esta reprodução faz parte do projeto GLAM do Arquivo Nacional.

As primeiras descobertas arqueológicas do Brasil datam da chegada dos portugueses à costa brasileira, embora não tivessem o chamado de olhar arqueológico, já que a arqueologia enquanto ciência só data do século XVIII. Existe documentação histórica onde é possível identificar menções à cultura material indígena, o que ajudou arqueólogos a unir essas descobertas a culturas que só podem ser conhecidas por esses registros arqueológicos. Uma dessas descobertas arqueológicas foram as casas subterrâneas dos guaianases, que aparecem na obra Tratado Descritivo do Brasil, de Gabriel Soares de Sousa. Outro exemplo das descobertas arqueológicas desse período são os sambaquis encontrados pelo jesuíta Fernão Cardim. Segundo a pesquisadora Cristiana Barreto, não havia grande interesse em estudar essas descobertas naquele período histórico, e estes objetos acabavam em alguma coleção particular, exceto por alguns esforços dos jesuítas, que buscavam estudar as diferentes culturas indígenas naquele momento. Com a expulsão dos jesuítas no ano de 1759, estes estudos foram interrompidos.
Entre a segunda metade do século XVIII e o começo do XIX, muitos naturalistas viajantes estrangeiros também contribuíram para as pesquisas arqueológicas no Brasil e sobre o Brasil. Essas investigações tinham bastante ligação com o propósito recorrente à época de estudar a etnologia e a cultura material, principalmente direcionadas territorialmente à Amazônia Alguns naturalistas famosos deste período são Franz Keller-Leusinger e Alexandre Rodrigues Ferreira.

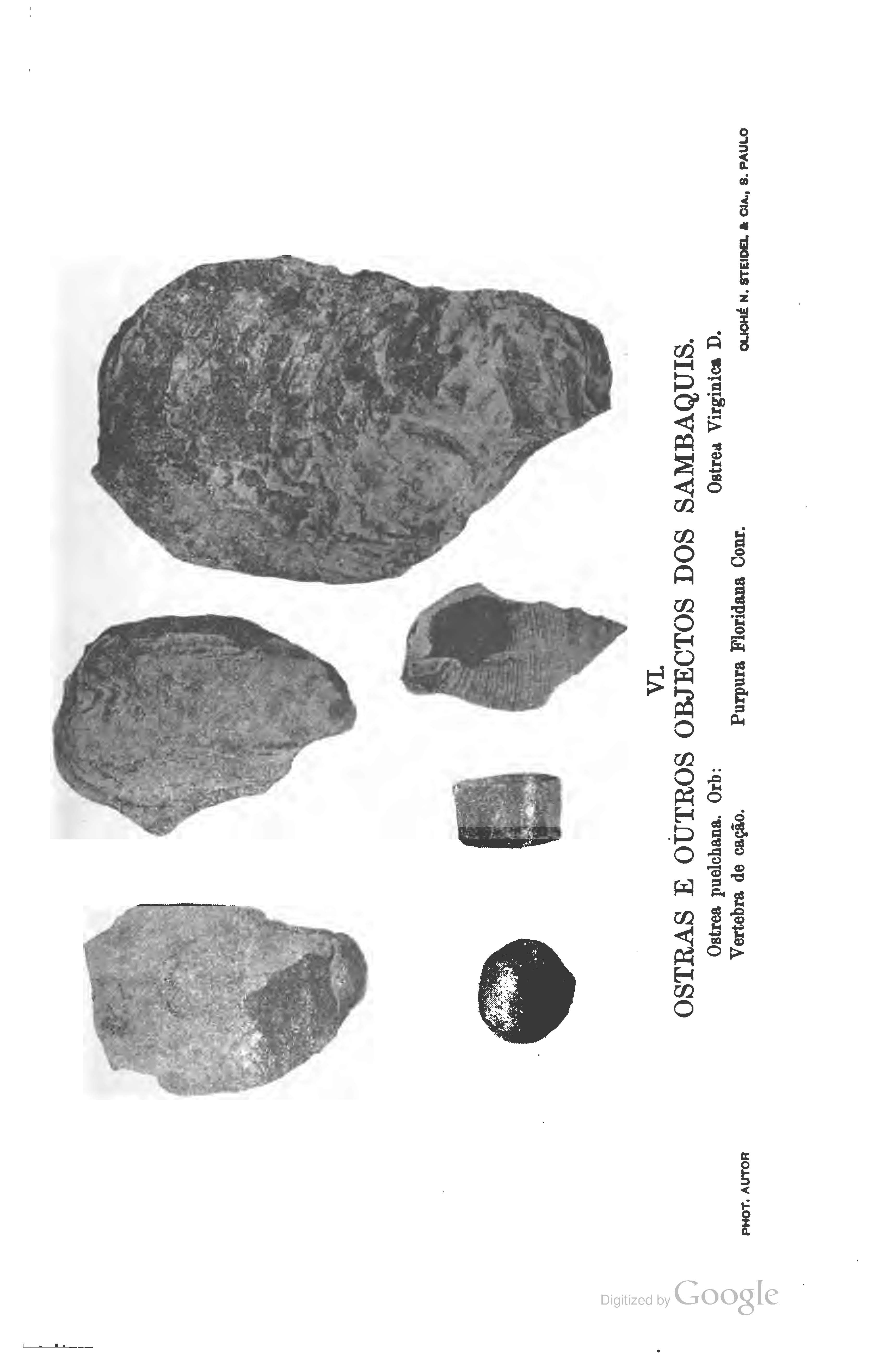
Boletim da Commissão Geographica e Geologica do Estado de S. Paulo, nº 9. Contribuições para a archeologia paulista: Os Sambaquis de S. Paulo.

Destaca-se neste primeiro período da Arqueologia brasileira, a fundação do Museu Real em 1808, que viria depois a ser reformulado como o Museu Nacional. Seu perfil era próximo de um museu de história natural, servindo como uma base para os estrangeiros viajantes e em expedição. Um dos objetivos do museu era o incentivo à pesquisa zoológica e botânica, mas ele serviu também como um repositório para os artefatos encontrados por pesquisadores diversos, a título de "curiosidades". Um arqueólogo que se destacou bastante neste período foi o dinamarquês Peter Wilhem Lund, um naturalista que teve seus primeiros contatos com o Brasil em 1825, e mais tarde fixou residência em Lagoa Santa, Minas Gerais, em 1834. Lund tinha trabalho focado em zoologia e paleontologia, tendo pesquisado mais de 800 cavernas, documentando e coletando vestígios arqueológicos de animais extintos. Destaca-se a descoberta de Lund de vestígios de ossos humanos na Lapa do Sumidouro, junto a sinais de animais pleistocênicos, o que estabeleceu uma teoria sobre a presença de seres humanos contemporâneos àqueles animais. Essa descoberta foi importantíssima, pois na época não havia nenhuma evidência que sustentasse a presença humana num período tão antigo, de modo que houve muitos debates sobre as possibilidades dessa hipótese de existência humana. Lund defendeu fervorosamente sua tese, que ficou conhecida como a questão do homem de Lagoa Santa. e houve muitas pesquisas depois dele na região da descoberta, pelo restante do século XIX e em todo o século XX, tendo muitos debates e controvérsias sobre a antiguidade dos vestígios humanos e a sua origem racial. Apesar de atualmente a tese do homem pleistocênico americano ser bastante aceita, na época foi uma polêmica muito grande, e que acabou motivando governantes como Dom Pedro II a incentivarem as pesquisas, através do Museu Nacional, mas também pela promoção de expedições brasileiras.
Foram organizadas expedições em sítios arqueológicos, sendo marcadas as primeiras escavações. Alguns trabalhos que se destacaram foram o de Ferreira Penna, que documentou pela primeira vez sítios da cultura marajoara, que ficou conhecida como a Expedição Thayer de 1865, da qual participaram também arqueólogos estadunidenses como James Orton e Frederich Hartt. [ref.09] Houve também escavações lideradas por Hartt, onde foram encontrados sítios amazônicos, que continuaram sendo investigados por Orville Derby em 1871. Além destas, em 1876 houve escavações nos sambaquis paulistas, feitas por Rath, e nos sambaquis do litoral sul, feitas por Carlos Wiener e Roquete Pinto.
Este período de incentivo às escavações trouxe, além de artefatos e descobertas arqueológicas, levantamento de dados e muitas hipóteses e teorias sobre a origem e as possíveis conexões dos indígenas brasileiros.

### Museus Nacional, Paulista e Paraense

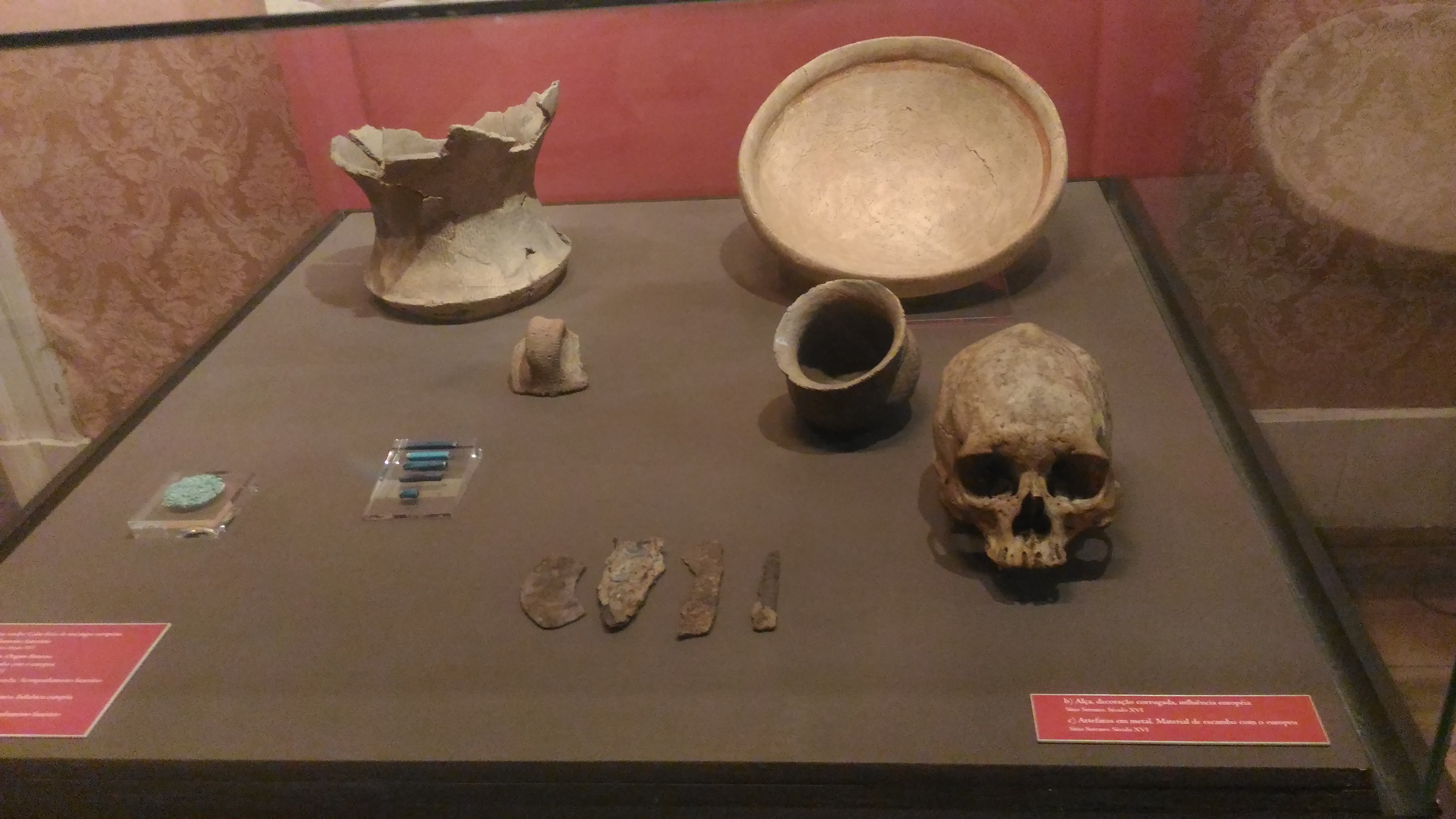
Foto tirada na seção "Evolução Humana" do Museu Nacional. É possível ver vários crânios nessa seção.

A era dos museus na história da Arqueologia brasileira caracteriza a transição da arqueologia para uma fase institucionalizada, sendo o Museu Nacional, o Museu Paulista e o Museu Paraense Emílio Goeldi as principais instituições onde a arqueologia foi praticada entre o final do século XIX e o começo do século XX (1870-1920). As correntes teóricas do evolucionismo, do positivismo e do naturalismo adentraram o Brasil nos anos 1870, junto com a crescente organização da elite brasileira em torno do debate da “cultura nacional”. A partir daí criam-se museus locais como o Museu Paulista e o Museu Paraense, numa busca por uma nova identidade, sem as sombras coloniais. Os museus Paulista (atualmente Museu do Ipiranga) em São Paulo, Paraense em Belém e o Museu Nacional (antigo Museu Real) tiveram papéis importantíssimos no desenvolvimento da arqueologia no Brasil, não só pela questão institucional das pesquisas mas também por estabelecer modelos científicos de produção do conhecimento. A arqueologia, enquanto uma ciência natural dentre várias outras tidas como mais importantes (como a botânica) foi estabelecida como uma arte de classificação, de modo a ilustrar com cultura material a “evolução” da humanidade.  
No Museu Nacional, a Arqueologia era tratada como uma espécie de “antropologia biológica”, ficando na mesma seção que a antropologia, a zoologia e a paleontologia no Museu. Um exemplo desse tratamento da arqueologia no Museu Nacional são os estudos de craniometria e traços raciais indígenas que foram publicados pela revista do Museu. As pesquisas em craniometria e no estudo de possíveis “raças” criadas em pontos distintos dos territórios assumiu nos estudos brasileiros a criação de categorias raciais como “a raça de Lagoa Santa” e também “o Homem dos Sambaquis”. Estas teorias evolucionistas também conhecidas como escola “evolucionista racista” foram onde a arqueologia se inseriu, assumindo papel documental dos vestígios humanos encontrados, de modo a sustentar as hipóteses discutidas. Ladislau Netto teve um papel importante neste processo, ao publicar a primeira obra de síntese de arqueologia do Brasil intitulada Investigações sobre a Archeologia Brasileira, em 1885. Algumas de suas ideias foram lidas como bastante ousadas para a época por conta de seu pioneirismo; um exemplo forte está no reconhecimento dos sambaquis como uma formação artificial, ou seja, feita por seres humanos e não pelo acaso da natureza.
O Museu Paulista foi inaugurado após a queda do Império, em 1894, tendo um projeto científico forte desde a sua origem, com inspiração nos museus de história natural da Europa. Neles, a arqueologia tinha um espaço relativo, de importância de cunho pessoal para seu diretor e fundador, Hermann von Ihering. Os trabalhos de Ihering são muito representativos da herança do naturalismo alemão na arqueologia brasileira, que está presente até hoje, segundo especialistas e se apresenta muito no “taxonomismo cultural”, uma forma de análise sem embasamento nas dimensões humanas e sociais. Entre os anos de 1885 e 1908, Ihering publicou mais de 20 títulos sobre a arqueologia brasileira, e também adquiriu muitas coleções para o acervo do museu. Hermann von Ihering envolveu-se na extensa polêmica sobre a origem dos sambaquis, não admitindo que os acumulados de concha poderiam ter sido feitos pelas antigas populações indígenas. Segundo a pesquisadora Cristiana Barreto, esse posicionamento refletia a perspectiva eurocêntrica de Ihering a respeito dos povos originários brasileiros, tendo chegado a defender o extermínio destas populações em nome do progresso. Este tipo de posicionamento motivou reações por parte de intelectuais brasileiros e também desencadeou debates que fortaleceram depois a criação do “Serviço de Proteção aos Índios”.

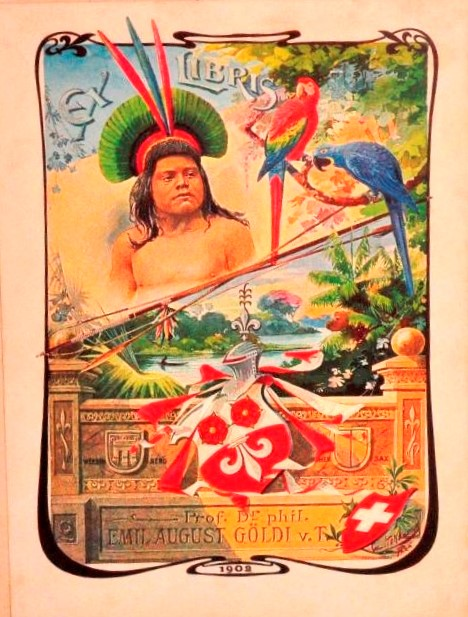
Ex-libris de Emílio Goeldi

O Museu Paraense teve também uma grande relevância para a arqueologia brasileira, devido à sua localização em Belém ter proporcionado o uso da instituição como uma estação de campo para as muitas expedições arqueológicas na Amazônia. O museu foi reformulado pelo zoólogo suíço Emílio Goeldi (e leva seu nome), e nele a arqueologia compartilhava espaço com a etnografia e a antropologia numa seção própria. Apesar de ter sido discursivamente um museu voltado para as questões do “homem americano”, tendo a Amazônia como lugar central de pesquisa, é compreendido por Cristiana Barreto que ainda havia um olhar estrangeiro na perspectiva do museu, como uma continuidade do trabalho dos naturalistas do princípio das pesquisas. Uma questão que sustenta essa perspectiva é que todos os trabalhos publicados pelo museu nesse período eram de autoria internacional, além de ter pouquíssimas contribuições na área da arqueologia.
É possível afirmar que o processo de desenvolvimento da arqueologia brasileira através da área institucional ocorreu marginalmente às preocupações nacionalistas, tendo uma produção científica voltada para o acompanhamento das produções internacionais, sem a elaboração de conhecimentos próprios e voltados para os temas brasileiros.

### Primeira geração de arqueólogos
A arqueologia enquanto ciência se desenvolveu no Brasil dentro das universidades, através de campanhas de preservação dos sítios arqueológicos. Em 1935, Luis de Castro Faria fundou o Centro de Estudos Archeológicos, que depois foi vinculado ao Museu Nacional e que conferiu caráter acadêmico à arqueologia, servindo como modelo para outras instituições. Em São Paulo, criou-se uma Comissão de Pré-História, em 1952, por muita influência de Paulo Duarte, com o objetivo de preservar os sambaquis; esta comissão tornou-se mais tarde o núcleo do Instituto de Pré-História, junto à Universidade de São Paulo. Este tipo de processo também ocorreu no Paraná, com a atuação de José Loureiro Fernandes e a criação do Centro de Ensino e Pesquisas Arqueológicas (CEPA), vinculado à Universidade Federal do Paraná, entre 1954 e 1964. Esta primeira geração de acadêmicos da arqueologia tinha muito pouca formação acadêmica especializada em ciências sociais e até mesmo em arqueologia, de modo que tinha como principal objetivo a preservação do patrimônio de pesquisa, ameaçado constantemente de destruição pela sua situação marginalizada em relação aos projetos intelectuais brasileiros.

## Patrimônio

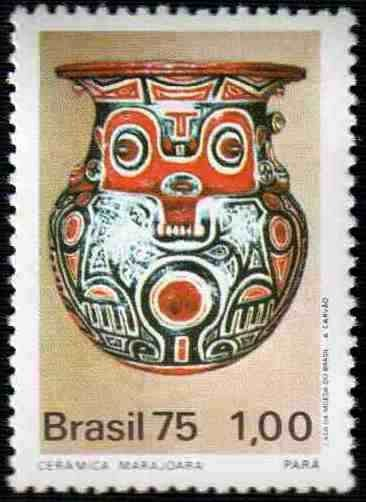

Há diversas perspectivas que reconhecem a Arqueologia como sendo uma ciência social, pois na realização dos métodos de pesquisa, os pesquisadores se envolvem na construção de um discurso sobre o passado, mas que está sendo pensado por pessoas inseridas no presente, e essas pessoas estão em um momento específico da história e tem compromissos específicos para com o presente, de conseguir dar conta de produzir um resultado útil ao momento com um corpo documental de análise do passado, e isso acarreta em compromissos sociais, políticos e culturais, como por exemplo a construção do discurso para justificar escolhas políticas. Considerando isso, o Governo do Brasil funda em janeiro de 1937 a Secretaria do Patrimônio Histórico e Artístico Nacional, para proteger e conservar o Patrimônio Histórico Nacional que fossem de interesse público, quer por sua ligação com os grandes eventos da história do Brasil, quer por seu grande valor arqueológico, etnográfico, bibliográfico ou artístico.

### Legislação
A Arqueologia como construção de um discurso próprio de nação através de fontes materiais se deu no Brasil desde o início do século XIX. A arqueologia realizada nesse período, durante o Império e mesmo durante a República gerou subsídios para que os discursos a respeito da organização social das populações indígenas fossem realizados, cristalizando e disseminando histórias sobre as populações originárias do Brasil, que, juntamente dos Museus Etnográficos, se tornam a maneira com a qual a sociedade conseguia se relacionar com a arqueologia, por conta desses museus passarem a serem os principais locais de produção e disseminação do conhecimento acerca das produções arqueológicas para a população brasileira.

Logo após as duas primeiras décadas do século XXI, esses museus vão perdendo espaço enquanto centros dessa produção de conhecimento arqueológico. Nesse momento, já não se via um grande interesse estatal para com o estudo do passado e dos grupos nativos, pois o Estado Brasileiro estaria agora preocupado com a construção de uma nova imagem de nação, privilegiando a construção da nação moderna, industrializada e urbana. Por conta disso, a arqueologia que se dedicava em grande parte a esses grupos, acaba saindo de dentro dos museus e acaba se afastando das discussões antropológicas, e, ao fazer isso, a arqueologia também acaba por se distanciar dos Institutos Históricos e Geográficos regionais, fazendo com que, nesse momento de intensa produção e valorização da intelectualidade e da produção intelectual  a arqueologia ganhe grande participação de um público produtor de escritos científicos, que, contudo, não era especializado. 

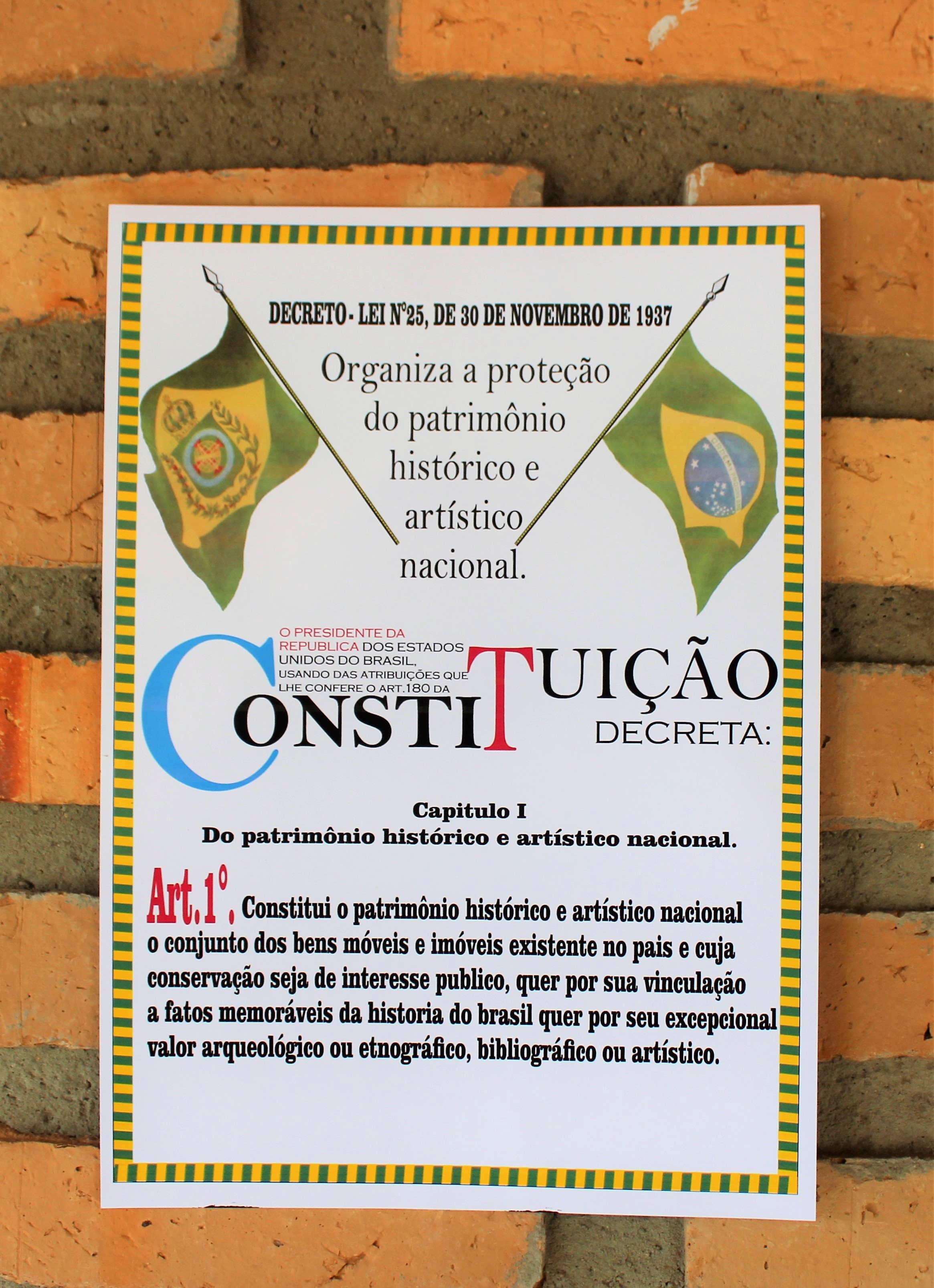
Placa comemorativa da lei do patrimônio do Brasil

No entanto, foi nesse contexto, durante o começo da década de 1930 no qual grandes instituições de ensino ou relacionadas com os processos educativos foram fundadas por todo o Brasil, como por exemplo a Universidade de São Paulo (1934), a Universidade do Brasil (futura UFRJ-1937) e o Ministério da Educação e Saúde (1931). Foi dentro desse processo que podemos relacionar também a criação da Secretaria do Patrimônio Histórico e Artístico nacional. Com a criação da Secretaria em 1937, visando proteger e conservar o Patrimônio Histórico Nacional que fosse de interesse público, é criada também a primeira lei de proteção ao patrimônio nacional, escrita por Mário de Andrade, e promulgada no mesmo ano da criação da secretaria, através do Decreto-lei Nº 25, de 30 de novembro de 1937 , nortenando por anos longos anos as ações do IPHAN. Seria considerado patrimônio histórico aqueles bens que passassem necessariamente pelo processo de tombamento, e só seriam tombados aqueles bens materiais ou imateriais que tivessem valor enquanto ligados aos fatos memoráveis da história do Brasil, e também àqueles bens que tivessem excepcional valor arqueológico, mas a legislação não deixava claro sobre quais seriam os fatos memoráveis, abrindo espaço para o estado priorizar algumas escolhas, e deixar algumas outras de fora.
As escolhas do estado brasileiro foram direcionadas quase que exclusivamente àqueles possíveis patrimônios que construiriam a nação a qual o estado estava interessado naquele momento em construir, privilegiando principalmente igrejas, fortalezas e demais obras arquitetônicas que se ligavam de uma forma específica à História do Brasil, seja para privilegiar um certo aspecto religioso ou bélico, participantes que o estado julgava importantes a serem frisados. É nesse momento também que a arqueologia no Brasil se torna ainda mais distante da antropologia e se aproxima cada vez mais da História e da Arquitetura, por tratar materialmente de patrimônios ligados com a história da nação brasileira não indígena, normalmente se tratando de estruturas arquitetônicas de grande volume.
Mesmo com a primeira lei de proteção ao patrimônio histórico brasileiro, pouco conseguiu se evitar na destruição desse patrimônio arqueológico entre as décadas de 1930 e 1950, pois de nada adiantava estabelecer regras de preservação voltadas para o cumprimento da população para com esse patrimônio, se a população pouco sabia do que se tratava, e mesmo se soubesse, não necessariamente teria alguma ligação com tal objeto ou lugar, para a construção de suas próprias histórias individuais. Em 1951 foi dado um passo para resolver essa situação, que se trata do decreto 1.346 de 30 de maio de 1951, que fazia com que todos os sambaquis do litoral paranaense fosse preservado para estudos, No próximo ano, é formada a Comissão de Pré-história, feita através de um decreto pelo Governo Paulista e encabeçada por Paulo Duarte, reservando com interesse científico os sambaquis, grutas e lapas situadas em território nacional. Nesse mesmo contexto também é fundado no Paraná, em 1954, o Centro de Pesquisa Arqueológicas, que trabalhava junto da Universidade Federal do Paraná, se somando ao Museu Paranaense e ao Instituto de Biologia e Pesquisas Técnológicas, encabeçado por João José Bigarella.
Em 1956, Juscelino Kubitschek, tomando noção da questão da preservação dos sítios arqueológicos, cria uma comissão que foi integrada pelos diretores do Departamento Nacional de Produção Mineral, do SPHAN, da Comissão de Pré-história de SP, do CEPA, e do Museu Nacional, e dessa comissão saiu então uma deliberação, um projeto de lei encaminhado ao congresso no ano de 1957; tal projeto só foi enviado ao senado em 1960, sendo sancionado por Jânio Quadros em 1961. A lei 3.924 de 26 de Julho de 1961 alterou em grande medida o conceito de Patrimônio, adicionando especificidades fundamentais para garantir a sua preservação. No entanto, logo após essa lei ter sido aprovada, uma nova questão se colocou para a discussão acerca da preservação patrimonial, que girava em torno da dúvida sobre quem poderia garantir com que essa lei fosse cumprida. É nesse contexto que surge a necessidade de formar pessoal capacitado para conseguir localizar, registrar e catalogar tal material, visando a preservação desses materiais, em nível nacional. É nesse contexto que a Arqueologia entra no Ensino Superior enquanto disciplina acadêmica, sob a necessidade da demanda de pessoal especializado e profissional para dar conta do trabalho que havia se tornado então, estritamente necessário para o cumprimento dessa lei, que vigora até os dias de hoje.

### Sítios arqueológicos
Os sítios arqueológicos são aqueles lugares onde há a possibilidade de se encontrar uma certa quantidade de restos materiais, alterações do terreno ou qualquer outro vestígio que reforce ali a presença de assentamentos de humanos do passado. Para que se faça possível o controle, bem como a fiscalização desses patrimônios arqueológicos, o Instituto do Patrimônio Histórico e Artístico Nacional (IPHAN) possui um Cadastro Nacional de Sítios Arqueológicos, onde são registrados oficialmente todos os sítios arqueológicos que são encontrados. Contudo, existe no Brasil uma grande área estatal ainda não explorada, compreendendo cidades ou até mesmo regiões inteiras para as quais não há ações a respeito da investigação arqueológica. A arqueologia estuda por meio da cultura material a transformação da sociedade ao longo do tempo, seja esse tempo distante ou próximo ao nosso. Para os tempos distantes, os arqueólogos brasileiros dispõem dos Sítios pré-coloniais, que estudam principalmente às ocupações dos indígenas antes do contato com os Europeus na América do Sul, e são enquadradas na denominada Arqueologia pré-colonial; para os tempos mais próximos ao nosso, os arqueólogos dispõem dos Sítios históricos, que não trata apenas do passado remoto dos indígenas primários, mas sim também se preocupa com o passado mais recente, se valendo do trabalho com louças, peças em metal e vidro, ruínas de antigas fazendas, e esses materiais podem ajudar a contar, muitas vezes, históricas não registradas oficialmente. Até abril de 2018 haviam mais de 26 mil sítios arqueológicos cadastrados por todo o Brasil.
Alguns dos mais importantes sítios arqueológicos brasileiros são:
- Sítio Arqueológico da Pedra Pintada (Roraima)
- Pedra do Ingá
- Sítio Arqueológico do Lajedo de Soledade
- Sítio Arqueológico de São Nicolau
- Parque Arqueológico do Solstício
- Sítio Arqueológico de São Miguel Arcanjo
- Abrigo de Santa Elina
- Parque Nacional Serra da Capivara
- Sítio Arqueológico de São João Batista
- Parque Nacional do Catimbau
- Sítio Arqueológico de São Lourenço Mártir
- Sítio Arqueológico de São Miguel Arcanjo
- Lapa do Santo
- Lapa Vermelha

## Profissão

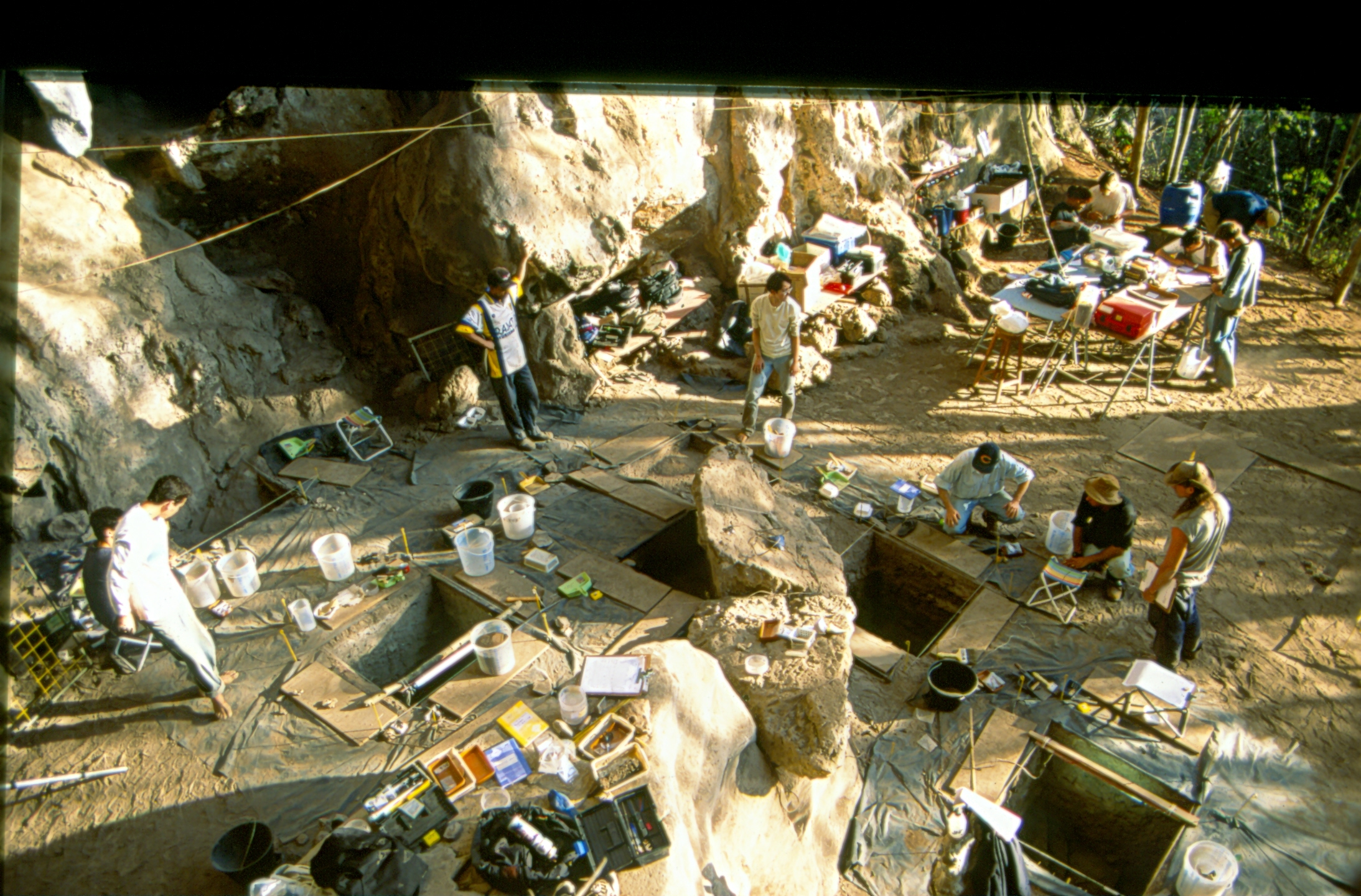
Trabalho no sítio Lapa do Santo em 2002. Esta reprodução faz parte do projeto GLAM do Museu de Arqueologia e Etnologia da Universidade de São Paulo.

Durante as décadas de 1950 e 1960, nesse processo da entrada da Arqueologia do mundo acadêmico, diversas metodologias são aplicadas visando a formação dessa que viria a ser a primeira geração de arqueólogos propriamente brasileiros. Durante esse período, diversas escavações e estudos são dirigidos no Brasil, tendo como o evento mais importante desse contexto a realização dos cursos de extensão e seminários, oferecidos no Centro de Estudos e Pesquisa Arqueológica durante toda a década de 1960. Nesse contexto, também propiciado pela lei 3.924 e pela intervenção do SPHAN, há início um movimento da profissionalização da profissão do arqueólogo, ligado diretamente à academia, onde aqueles que teriam cargos dentro do Ensino Superior, teriam a legitimidade do discurso, limitando e definindo assim aqueles que teriam o poder do discurso e do saber. Com o passar dos anos e a mudança dos contextos sociais e econômicos, a profissionalização da arqueologia no Brasil toma novos rumos, se aliando também a novas empresas constituídas para prestar esse tipo de serviços no país.

### Formação
As primeiras formações de arqueólogos brasileiros datam das décadas de 1950 e 1960, primeiramente num esforço nacional, recebendo o apoio de outras potências mais bem estruturadas arqueologicamente, como a França e os Estados Unidos da América. No começo da década de 1950, Joseph Emperaire se desloca da França até o Brasil para trabalhar com sambaquis, no litoral; enquanto isso, José Fernandes inicia trabalhos no Paraná; o casal Betty Meggers e Clifford Evans realizavam pesquisas na foz do amazonas; P. P. Hilbert, enquanto isso, fazia escavações no médio Amazonas; paralelamente, Pedro Ignácio Schimtz realizava no Rio Grande do Sul durante toda a década de 1950, trabalhando em conjunto do Padre Balduino Rambo. Na década que se seguiu, tais atividades se intensificaram ainda mais, surgindo novos projetos de escavação e pesquisa em muitos estados simultaneamente, e não apenas de discussão, também de discussão e reflexão acerca do material coletado, como por exemplo a Associação Brasileira de Ensino e Pesquisas Arquelógicas, o Instituto de Arqueologia Brasileira, o Centro Brasileiro de Arqueologia, o Centro de Informação Arqueológica, a Faculdade de Arqueologia e o Instituto de Cultura Brasileira, bem como o Laboratório de Arqueologia da UFBA e o Instituto de Pré-História.
Já na década de 1960, um importante passo é dado em relação a formação do Arqueólogo. É nesse período que o Centro de Estudos de Pesquisas Arqueológicas (CEPA) oferece diversos cursos de extensão e seminários formadores, contando com muitos pesquisadores nacionais e internacionais como ministrantes. Tais cursos foram ministrados durante toda a década e foram parte estruturante da formação da Primeira Geração de Arqueólogos formados no Brasil. Ainda nesse período, é importante destacar outras iniciativas nacionais para dar conta dessa nova demanda de se trabalhar profissionalmente com a arqueologia, e é nesse sentido que todas as leis e decretos aqui citados foram aproveitados, como o aporte legal para que todo o trabalho tivesse condições de ser realizado. Quanto aos cursos que foram ministrados, e mesmo à própria metodologia de ação da arqueologia naquele momento, se fazia necessário muito dos saberes mais técnicos, como é o caso dos métodos específicos de escavação e manejo dos sítios arqueológicos, ou com o próprio material escavado. Toda essa questão girava em torno de uma já conhecida tradição de tornar a arqueologia uma ciência mais material e empírica, que visava muito mais escavar e catalogar do que discutir algo sobre esses materiais escavados, que provém de uma ação estatal que descende, como já citamos, ao final do Império e começo da República.
Após décadas de instabilidade, é a partir da década de 1960 que a Arqueologia começa a se consolidar em termos institucionais, jurídicos e acadêmicos. É notável o crescimento da quantidade de arqueólogos formados no Ensino Superior do Brasil, e, somando-se ao pessoal que havia se formado no exterior, é fundada a Sociedade de Arqueologia Brasileira, que visava estabelecer um diálogo permanente acerca das propostas metodológicas da disciplina, e também discutir demais assuntos arqueológicos como uma iniciativa organizada. No entanto, apesar de todo esse esforço de organização nacional e internacional para dar corpo a arqueologia brasileira, é fato que até o começo dos anos 2000, existia apenas uma instituição de ensino no país que oferecia um curso de graduação em arqueologia, e os profissionais que se dedicavam à profissão estavam mais ligados àquelas formações iniciais, ou eram profissionais de outras áreas que em suas pós-graduações se dedicavam a arqueologia. Toda essa situação é alterada após a virada do milênio, pois surgem no Brasil uma grande quantidade de cursos de pós-graduação em arqueologia, e a partir de 2004 alguns novos cursos de graduação, totalizando em 2011 cerca de 10 cursos de graduação oferecidos em instituições de Ensino Superior pelo Brasil, presentes em todas as regiões da nação.

### Mercado de trabalho

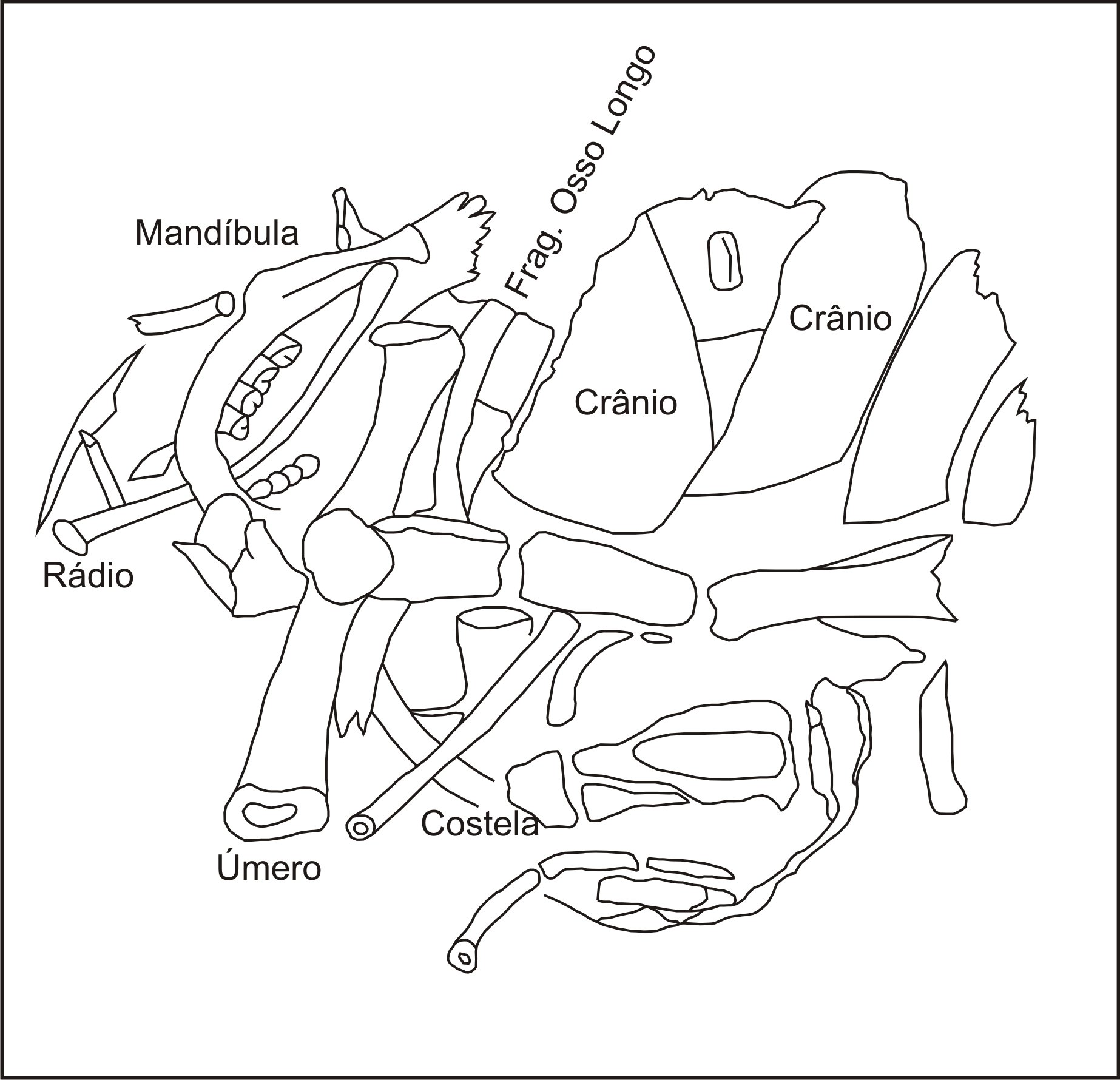
Croqui de escavação de sepultamento no sítio Lapa do Santo. Esta reprodução faz parte do projeto GLAM do Museu de Arqueologia e Etnologia da Universidade de São Paulo.

Desde a década de 1960, a Arqueologia vinha se consolidando enquanto disciplina acadêmica, tanto em termos institucionais, quanto em termos jurídicos e acadêmicos. Particularmente após a década de 1980, a Arqueologia encontra enquanto disciplina plural de estudos e trabalho prático uma grande ampliação dos temas de pesquisa e também de abordagens metodológicas de como lidar com seus próprios objetos. É também nesse contexto que a chamada Arqueologia Preventiva começa a tomar corpo no Brasil, onde se realizaram os primeiros trabalhos nessa modalidade específica através de uma primeira leva de empresas constituídas especificamente para prestar esse tipo de serviço para o Estado, e também para a sociedade.
Algumas décadas depois, durante o processo de elaboração da Constituição Federal de 1988, novas definições patrimoniais começam a ser tomadas legalmente, o que vem afetar diretamente e positivamente a pesquisa e o trabalho da arqueologia no Brasil. Tomado o patrimônio cultural nacional como “bens de natureza material e imaterial, tomados individualmente ou em conjunto, portadores de referência à identidade, à nação, à memória dos diferentes grupos formadores da sociedade brasileira”, torna-se então mais plural e complexo a compreensão do próprio patrimônio cultural brasileiro, o que propicia uma grande quantidade de escolhas a serem privilegiadas que não haviam aparato legal antes para serem realizadas em sua totalidade. Com o crescimento acadêmico da disciplina entre as décadas de 1960 e a virada do milênio, e o novo aparecimento de polos de produção científica sobre Arqueologia, novos cargos são criados criando o relacionamento da Arqueologia com os vínculos empregatícios remunerados. Contudo, não eram apenas os arqueólogos vinculados diretamente ao Ensino Superior que exerciam processos laborais, afinal, a busca pela mão de obra arqueológica especializada só crescia no Brasil, após a década de 90. A necessidade dessa força de trabalho para realizar consultorias ambientais, escavações públicas e privadas, a elaboração de metodologias aplicáveis através do desenvolvimento teórico-metodológico e a própria Arqueologia Preventina só crescia, propiciando até os dias de hoje, em conjunto entre trabalho material e o trabalho educativo, um grande leque de atuação profissional ao Arqueólogo, mantendo sempre uma ligação íntima entre a educação e o próprio ato empírico de se fazer arqueologia, estabelecendo assim uma conexão importante que tenta dar conta da responsabilidade do arqueólogo enquanto agente social que trabalha para as demandas do presente e das próprias discussões patrimoniais.

## Temas de pesquisa
São inúmeros os temas de pesquisa arqueológica que destacam-se no cenário brasileiro, com suas próprias histórias de desenvolvimento e dinâmicas singulares. Entre eles, se destacam o povoamento inicial da América, a ocupação da costa Atlântica, a Arqueologia da Amazônia, a Arqueologia do Sul do Brasil e Arqueologia e História Indígena.

### Povoamento Inicial da América

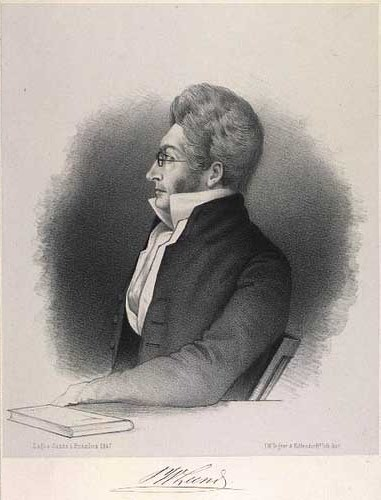
Peter Wilhelm Lund, naturalista dinamarquês (1801-1880).

O povoamento inicial do continente americano é uma questão antiga. Desde a chegada e instalação dos colonizadores europeus no Novo Mundo, entre os séculos XV e XVI, o tema figura em crônicas e relatos da época. Alguns pensadores chegaram a propor que os indígenas deveriam ter chegado pelo Norte, através do Estreito de Bering, vindos da Ásia, dada a semelhança que observaram entre os nativos americanos e as populações asiáticas. Segundo os pesquisadores Walter Neves e Luís Piló, isso se deve ao fato de que "fazia parte do imaginário dos primeiros europeus que aqui chegaram a ideia de que os índios eram todos similares." Já em meados do século XIX, acreditava-se que o homem teria chegado ao continente americano apenas há alguns milhares de anos. Essa ideia foi contestada com os achados no naturalista dinamarquês Peter Wilhelm Lund, em Lagoa Santa, no interior de Minas Gerais. Umas das proposições de Lund foi a de que os primeiros americanos teriam convivido com a megafauna extinta há cerca de 10.000 anos atrás, ou seja: teriam chegado a América há muito mais tempo do que o aceito na época.

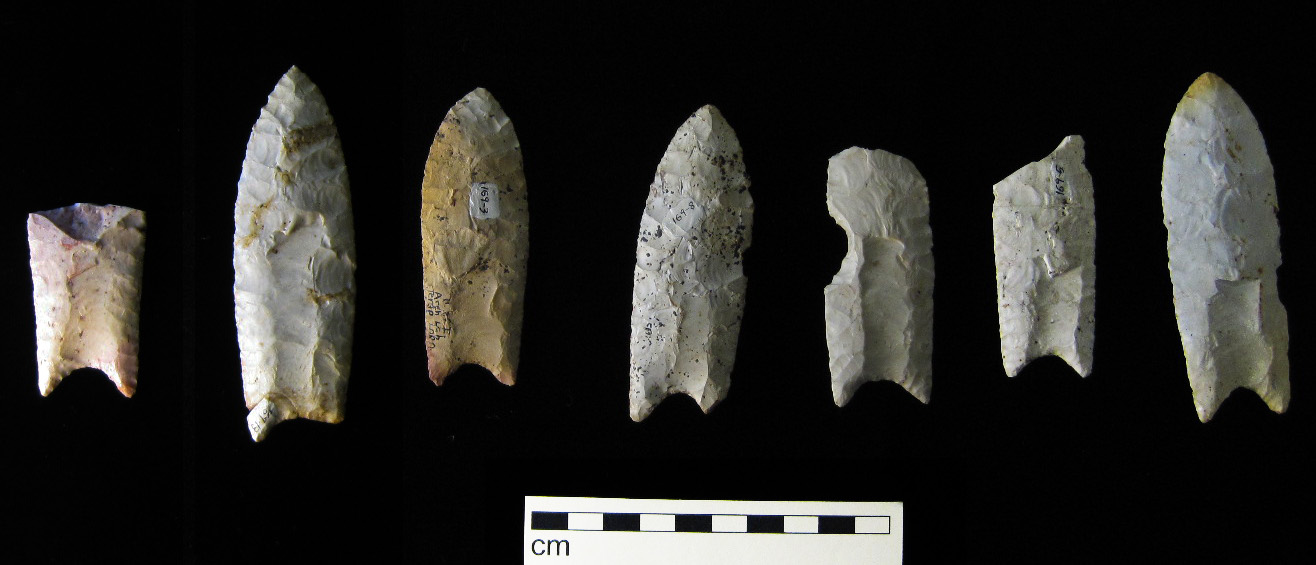
Fragmentos relacionados à Cultura Clóvis encontrados no Condado de Cedar, Iowa. Parte da coleção do Iowa Office of the State Archaeologist.

No início do século XX, essa teoria foi comprovada quando pontas de lanças feitas de pedra lascada foram encontradas associadas a ossos de mamute, nos Estados Unidos. As estimativas da longevidade da ocupação, entretanto, não passavam de 6.000 anos antes do presente (AP). Foi somente com o desenvolvimento da datação absoluta por carbono, em 1950, que a comunidade científica passou a saber que os primeiros vestígios de ocupação no continente americano datavam, na verdade, do final do Pleistoceno. Desde então, modelos foram desenvolvidos afim de explicar esse processo. O modelo relacionado à Cultura Clóvis, defendido principalmente por pesquisadores estadunidenses, que estimou entre 11.000 e 11.500 anos AP para o início da ocupação, dominou a pesquisa especializada por décadas. Ainda no século XX, porém, vestígios arqueológicos encontrados sobretudo na América do Sul já apontavam um horizonte pré-Clóvis para o povoamento inicial da América.

Mapa de sítios arqueológicos americanos com datações pré-Clóvis.

No final da década de 1970, escavações do arqueólogo Tom Dillehey no sítio de Monte Verde no Chile mostraram artefatos com datação superior a 12.500 anos AP, quebrando a barreira da Cultura Clóvis. No Brasil, o primeiro sítio escavado profissionalmente que ofereceu evidências de que o homem poderia estar na América antes de 11.400 anos AP foi o sítio da Lapa Vermelha, localizado no Complexo de Lagoa Santa. Hoje, a tese mais aceita é a de que entre o final do Pleistoceno e o início do Holoceno, entre 13.000 e 7.000 anos AP, o leste da América do Sul já se encontrava ocupado por uma população estável de caçadores-coletores que, caracterizada por diversificadas estratégias de adaptação a ecossistemas distintos, como a costa desértica do Pacífico, o Altiplano, as florestas amazônica e atlântica, as áreas alagadiças do Pantanal e as savanas tropicais do centro do continente, além das pradarias do Cone Sul, promoveu a construção territorial desse espaço.
Em território brasileiro, a ocupação inicial teria acontecido ao mesmo tempo do que a associada à Cultura Clóvis na América do Norte, através de três eventos distintos de colonização: um primeiro momento, entre 12.000 e 11.000 anos AP, que refere-se à ocupação da Floresta Tropical e do Cerrado pelos caçadores-coletores da Tradição Itaparica; uma segunda frente populacional que, entre 11.000 e 8.000 AP avança da Bacia do Prata em direção ao norte e à costa Atlântica, formando também caçadores-coletores, dessa vez da Tradição Umbu e uma terceira leva ocupacional representada pelo início da ocupação humana da planície litorânea a partir de 8.000 AP, desde o Rio Amazonas até o litoral norte do atual Rio Grande do Sul, com grande variedade de padrão arqueológico e estratégias adaptativas diversas. Esse povoamento incorporou os vales dos grandes rios brasileiros, como o São Franscisco, que conectam as regiões norte, nordeste e centro-oeste como rotas para o interior do continente e para a costa atlântica.

### Ocupação da costa Atlântica

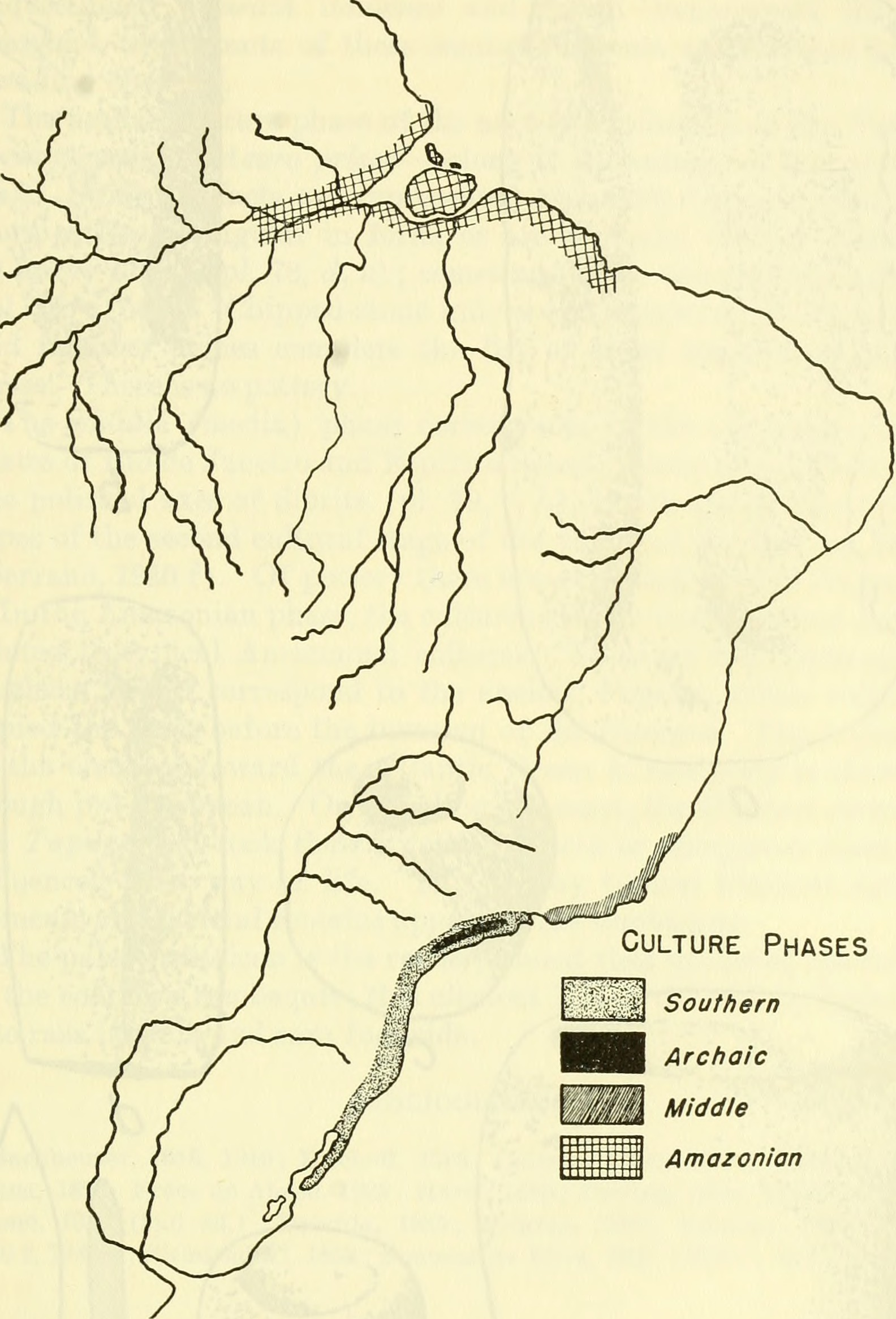
Reprodução de imagem de sambaquis da costa brasileira, publicada em boletim da Smithsonian Institution. Bureau of American Ethnology em 1901

A ocupação da costa Atlântica brasileira está ligada a um tipo específico de sítio arqueológico, o chamado sambaqui. A palavra procede do termo Tupi tãba (conchas) e ki (amontoado) e representa sua característica mais marcante: os sambaquis são elevações de forma arredondada que, em algumas regiões do Brasil, chegam a ter mais de 30m de altura. No início das pesquisas arqueológicas modernas no Brasil, por volta de 1950, os grandes sambaquis do litoral catarinense eram um dos temas preferidos dos pesquisadores brasileiros e estrangeiros que se dedicavam ao estudo dessa ocupação litorânea. Em um primeiro momento, existiam duas tendências entre os estudiosos: de um lado, os naturalistas acreditavam que as elevações características seriam resultado do recuo do mar e da ação do vento; de outro lado, os artificialistas defendiam a ação humana negligente como responsável pela acumulação dos restos de alimentos que formam os sítios. Posteriormente, surgiu a corrente “mista”, que identificava os sambaquis como resultado tanto de ação antrópica quanto de ação natural. Com as transformações nos interesses da própria Arqueologia Brasileira, porém, a partir das décadas de 1980 e 1990 esse quadro passa a mudar. Os sambaquieiros, antes vistos como bandos nômades de caçadores de molusco, passam a ser entendidos como sociedades dotadas de complexidade social. A grandiosidade dos sambaquis, nesse sentido, seria um resultado de um trabalho social planejado, não de um descaso das populações que os habitavam.

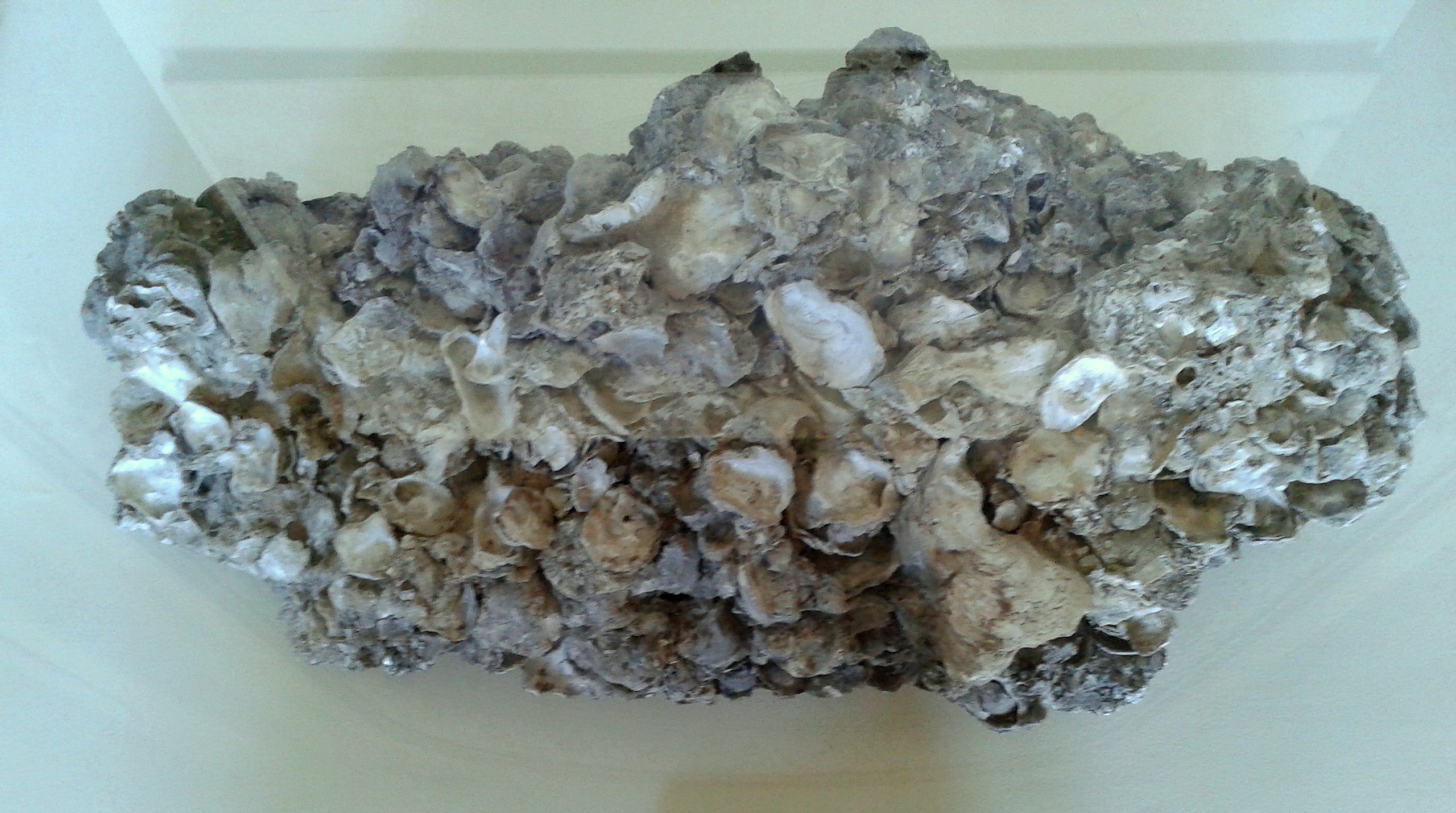
Fragmento de Sambaqui. Acervo de Arqueologia Brasileira do Museu Nacional/UFRJ, Rio de Janeiro.

Por volta de 6.500 anos AP, os habitantes dos sambaquis já estavam ocupando o litorial do atual Paraná, de onde teriam migrado a partir de dois eixos: um em direção ao norte e outro rumo ao sul do território brasileiro. No que se refere à distribuição espacial, ao norte, os sítios seguem uma faixa contínua até a atual Bahia, enquanto ao sul alcançam a cidade de Torres, no Rio Grande do Sul. Os sambaquis que estão acima da Baía de Todos os Santos apresentam uma cerâmica muito característica pertencente à Tradição Mina com fabricação iniciada a aproximadamente 7.000 anos AP. Nos litorais sul e sudeste, é possível observar semelhanças que assinalam uma ocupação por grupos de tradição cultural comum, embora variações possam ser verificadas de uma região para outra: enquanto na região do Rio de Janeiro as construções tinham a mesma função, independentemente do tamanho, parece que em Santa Catarina, onde estão os maiores sambaquis, as comunidades organizavam sítios com funções distintas. A pesquisa arqueológica observou períodos de longas atividades nos sambaquis: a grande maioria funcionou por mais de 100 anos. Existem, porém, dados que comprovam que alguns estiveram ativos por até 1.000 anos.

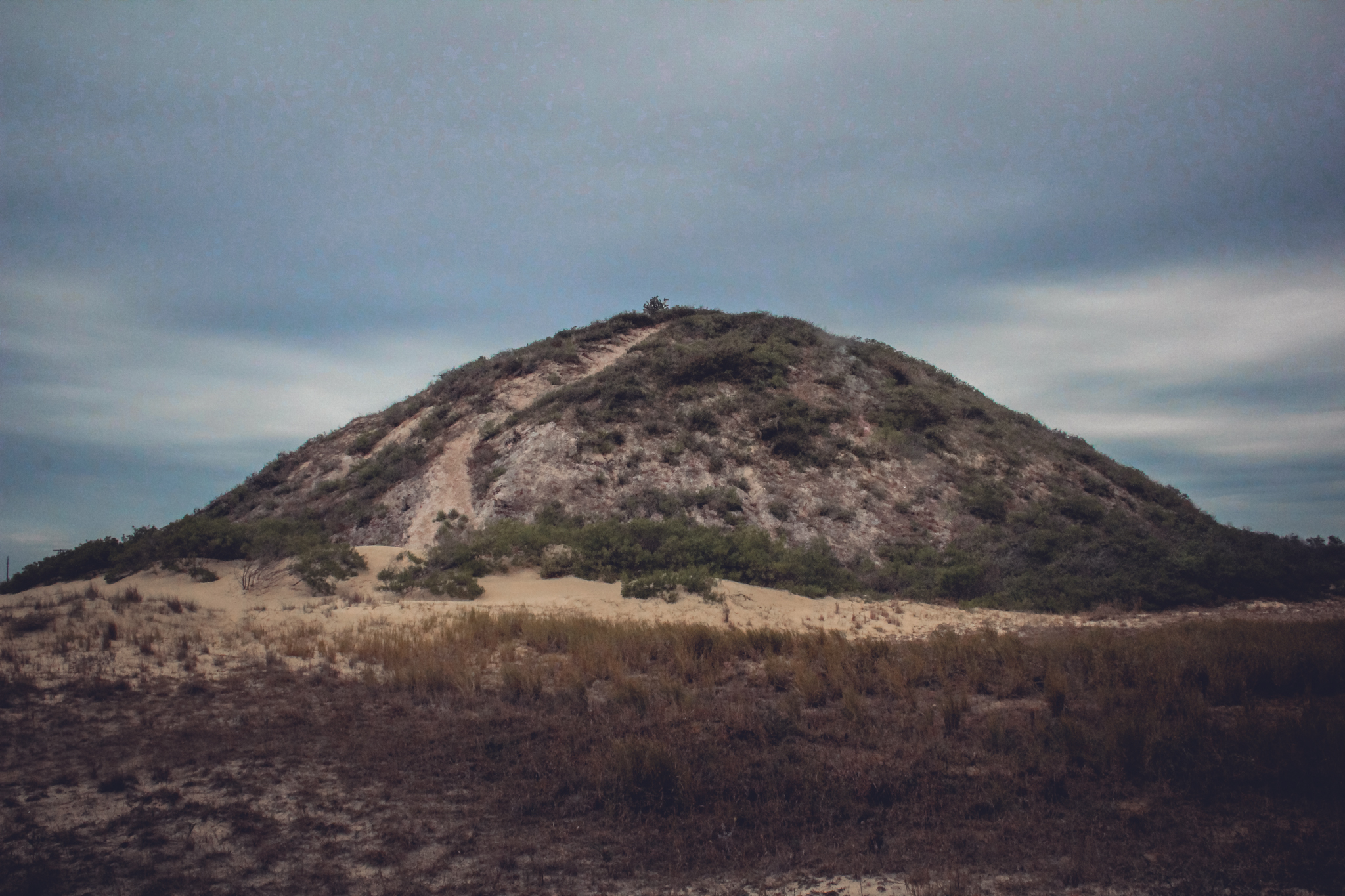
Sambaqui Figueirinha I, com cerca de 18m de altura no estado de Santa Catarina.

Embora não existam evidências suficientes para comprovar uma relação entre sambaquis do norte e sambaquis do sul, em termos gerais um mesmo conjunto de regras estava operando nesses diferentes sítios. Os sambaquieiros não contavam com meios sofisticados de armazenamento de alimentos, assim, para garantir o abastecimento do grupo, estabeleceram seus assentamentos em locais estratégicos, próximos a florestas, manguezais, enseadas, canais e rios. As matas garantiam uma eventual caça. Eles provavelmente dispunham de algum tipo de embarcação para garantir as rotineiras idas e vindas entre o continente e as ilhas. Além disso, possuíam eficiente arsenal tecnológico para a captura de pescado. Intimamente ligados com o mar, a sua habilidade ficou registrada em esculturas de pedra e osso conhecidas como zoólitos cujos motivos eram especialmente marinhos.  Os sepultamentos característicos indicam certo grau de desigualdade social. Para a pesquisadora Madu Gaspar, foi o contato com outras culturas que explica a desestruturação da cultura sambaquieira: por volta do início da Era Cristã, ceramistas passaram a colonizar o litoral. É provável que os habitantes dos samabaquis tenham sido incorporados ou eliminados nesse advento.

### Arqueologia Amazônica

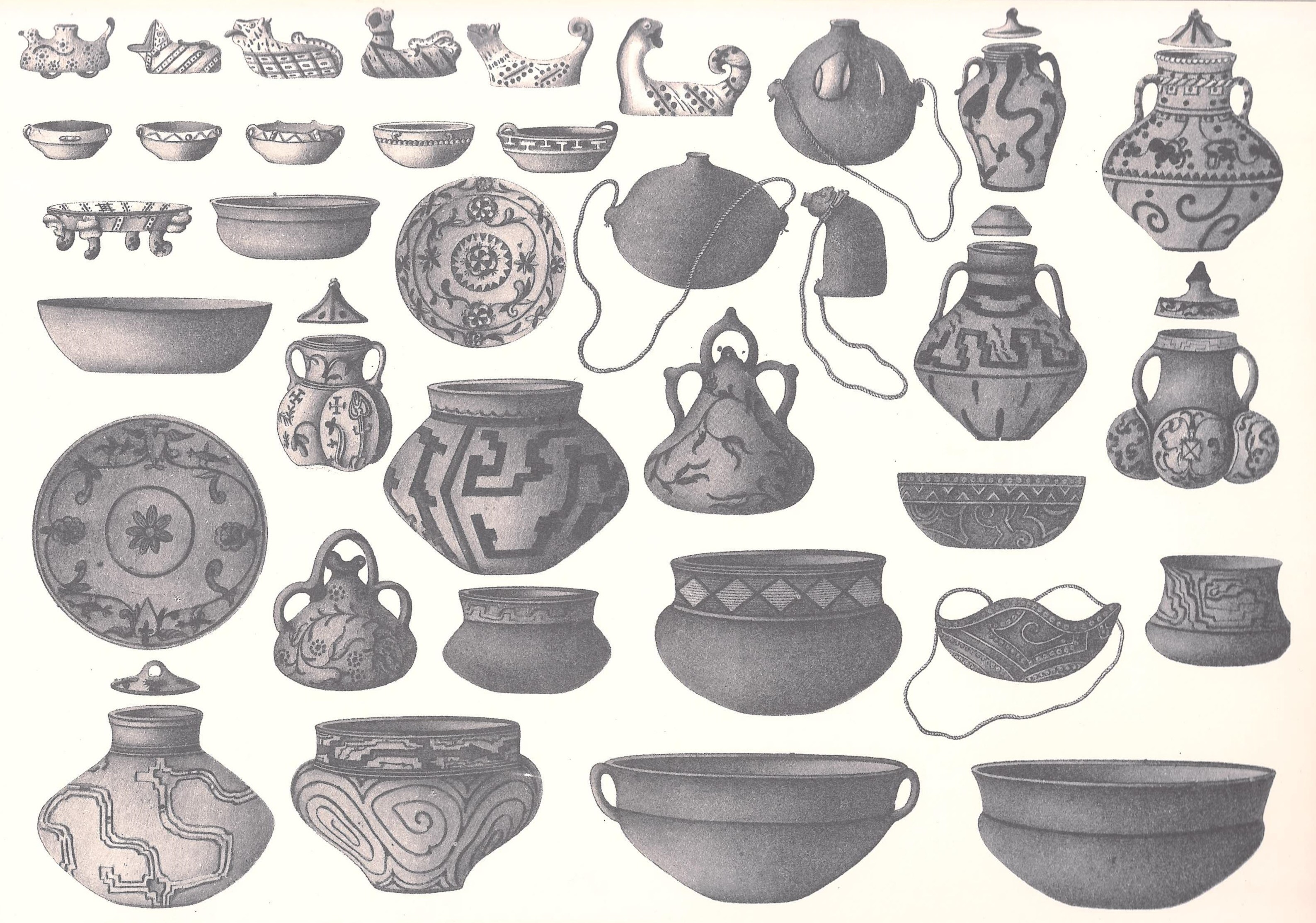
Reprodução de domínio público da ilustração Cerâmicas do Baixo Amazonas, feita por Alexandre Rodrigues Ferreira e publicada em Viagem Filosófica pelas capitanias do Grão Pará, Rio Negro, Mato Grosso e Cuiabá. Esta reprodução faz parte do projeto GLAM do Arquivo Nacional.

No que se refere à arqueologia amazônica, existe uma tradição de pesquisa que data da metade do século XIX. Já em 1870, as primeiras sínteses de arqueologia brasileira apresentavam discussões prolongadas sobre o registro arqueológico amazônico, enquanto em 1880 monografias foram escritas com foco no tema. Esses precoces esforços de pesquisa culminaram já no início do século XX na breve porém relevante síntese do explorador sueco Erland Nordenskiöld publicada em 1930. Com a divulgação do "Manual dos Índios da América do Sul" pelo antropólogo Julian Steward e seus colabores, entre 1940 e 1947, modelos baseados em premissas ecológicas foram estabelecidos para a arqueologia amazônica, o que foi fundamental para o desenvolvimento do estudo arqueológico na região. O conceito de "cultura de floresta tropical", definido por Steward e Robert Lowie, virtualmente influenciou toda a arqueologia realizada na Amazônia desde a década de 1940, atribuindo um lugar periférico à região na história pré-colonial da América do Sul. Além disso, datações relativas contribuíram para o estabelecimento de cronologias pouco aprofundadas para o contexto amazônico.
Nos últimos anos, porém, há cada vez mais elementos que apontam para uma ocupação pré-colonial bastante antiga da Bacia Amazônica, chegando pelo menos até a transição entre o Pleistoceno e o Holoceno. Escavações na Caverna da Pedra Pintada, no estado do Pará, ofereceram as datações mais antigas para o início da ocupação humana da Amazônia: mais ou menos 10.500 anos AP. A pesquisa de Anna Curtenius Roosevelt no baixo Amazonas, próximas à cidade de Santarém, por sua vez, encontrou os vestígios mais antigos para a produção cerâmica nas Américas, datadas em mais de 7.500 anos AP. De acordo com o arqueólogo Eduardo Góes Neves, essas importantes descobertas assinalam a impossibilidade de se continuar a focalizar a Amazônia como uma área periférica durante todo o processo de ocupação humana do continente americano.

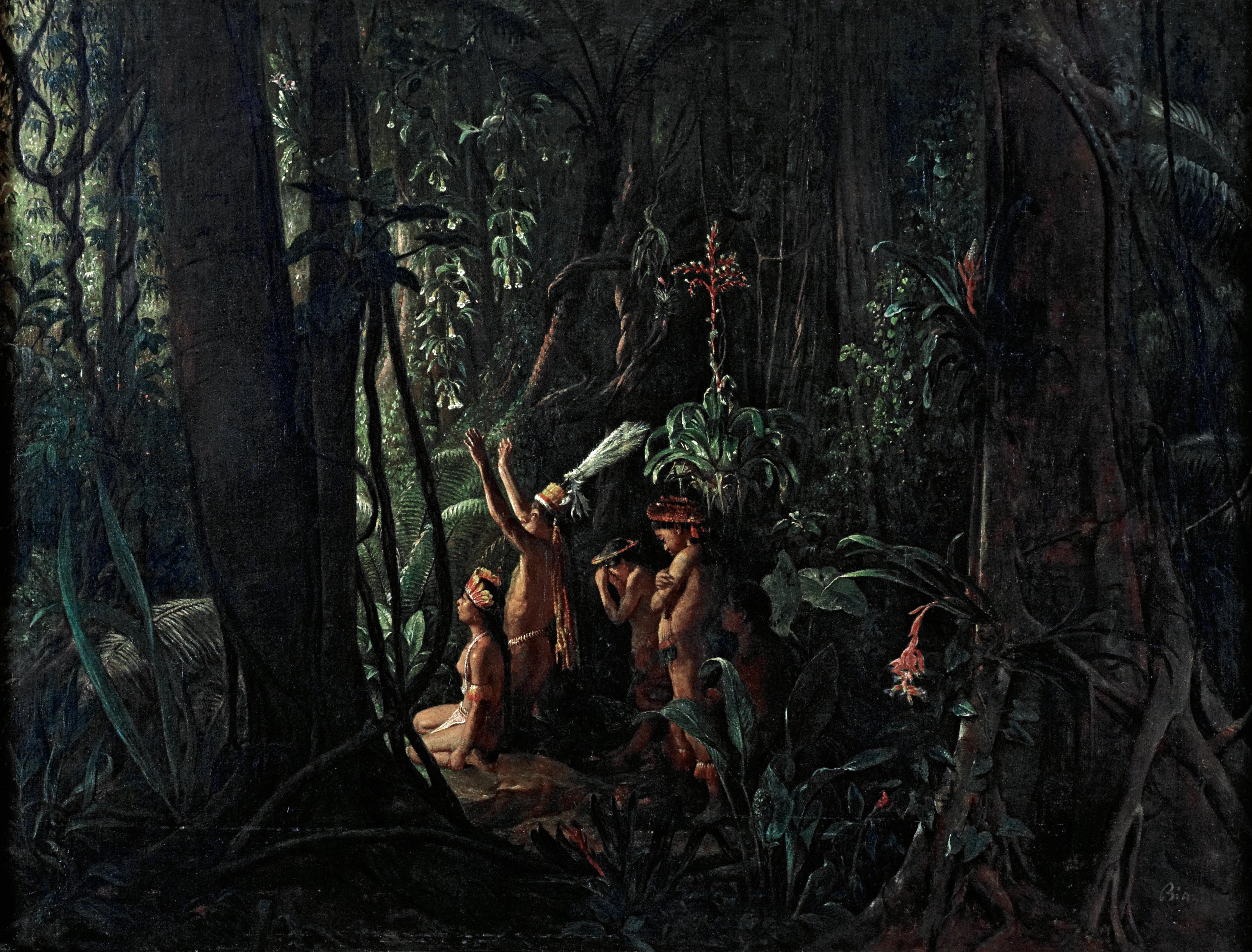
Reprodução da pintura "Índios da Amazônia adorando o Deus-Sol" (c. 1860) de François-Auguste Biard (1799-1882). Obra da coleção Brasiliana Iconográfica.

As dinâmicas de povoamento do território amazônico foram diversificadas. Arqueólogos defendem que os grupos indígenas da região precisaram desenvolver uma série de estratégias de manejo de plantas e animais ao longo dos milênios. A terra preta, popularmente conhecida como "terra preta de índio" é uma das consequências desse manejo. Um tipo de solo antropogênico cujo acúmulo de materiais culturais e orgânicos modificaram permanentemente a estrutura, a textura e a composição química, é associado às ocupações amazônicas datadas do Holoceno Tardio e do Holoceno Médio. As pesquisadoras Myrtle Pearl Shock e Cleide de Paula Moraes defendem que os sítios arqueológicos com formação de terra preta seriam locais frequentemente reapropriados pelas populações tradicionais da floresta amazônica. Mesmo entre os grupos de maior mobilidade, caminhar sobre os próprios passos constituía um modo de vida. Nesse sentido, as sociedades indígenas amazônicas desde muito cedo exerceram influência criativa e modificadora sobre o ambiente em que viviam.

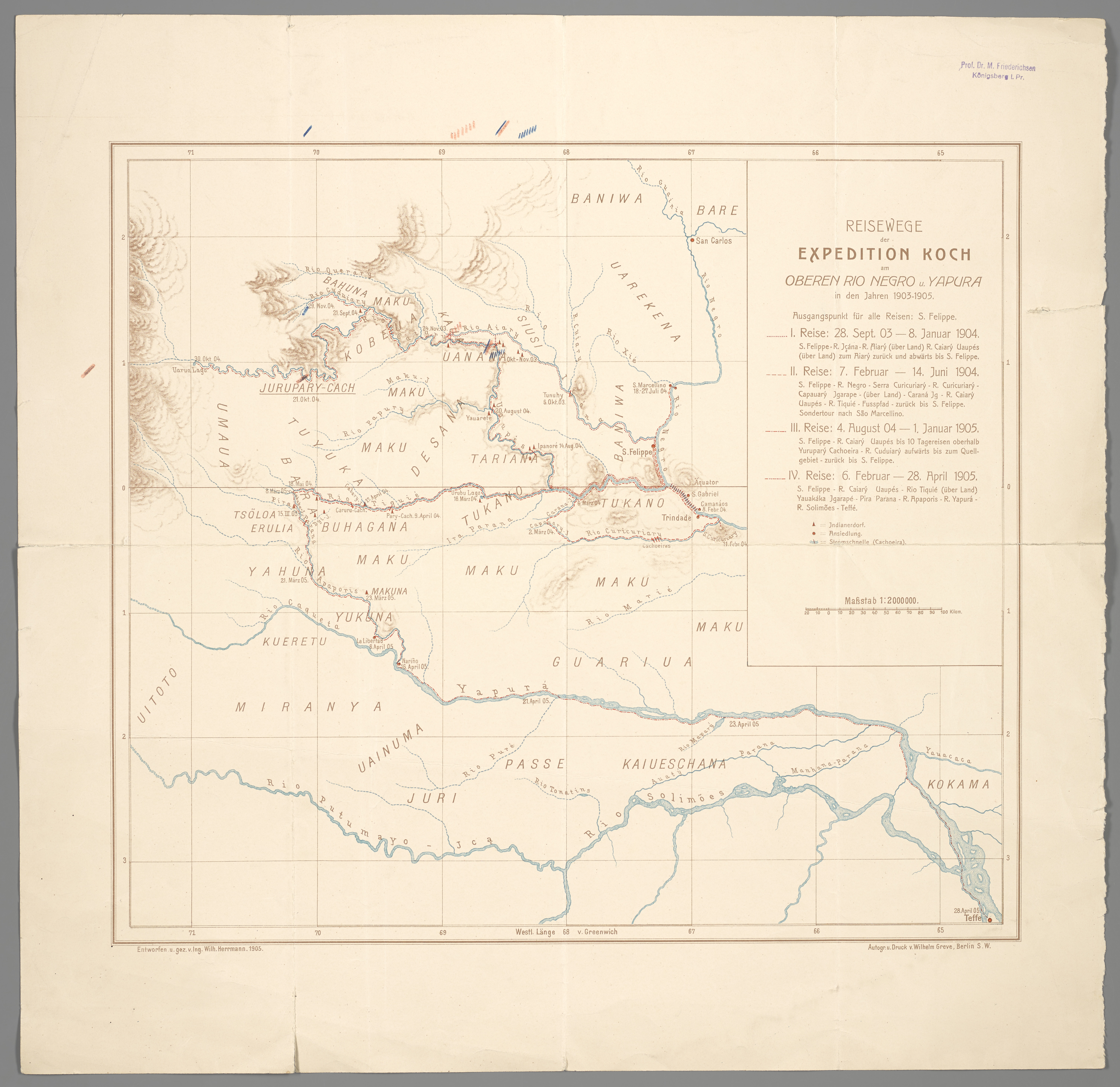
Rotas de viagem da expedição de Theodor Koch-Grünberg no Rio Negro e Rio Japurá, no Amazonas, nos anos 1903-1905.

O caso do Rio Negro, localizado na margem esquerda do rio Amazonas, é ímpar para se pensar os processos de ocupação na Amazônia. As evidências mais antigas de ocupação humana na região do Rio Negro vêm do sítio Dona Stella, próximo a Manaus, com datações de 8.500 anos AP. É provável que os habitantes desse sítio tivessem um sistema de assentamento com estadias de durações variadas em planícies aluviais, em contexto propício à pesca, à captura de mamíferos, como o peixe-boi, e também à coleta de recursos importantes, como ovos de tracajá enterrados na areia. Nesse, sentido, parece que os modos de vida dos primeiros habitantes do Rio Negro eram baseados na caça, na pesca e no manejo de plantas, domesticadas ou não. É principalmente a partir de 3.000 anos AP que os sinais de ocupação humana na região passam a ser mais evidentes e abundantes. Os ancestrais do grupo indígena baré que ainda hoje vivem na região, assim como grupos aparentados,todos falantes da língua aruak, ocupam o território do Rio Negro há pelo menos 2.000 anos AP. Os manaó, povo indígena já extinto em função da colonização, inclusive, dão nome à capital do Amazonas, Manaus. Posteriormente, o Rio Negro passou a ser ocupado por outros povos indígenas e, com chegada dos europeus, também pela guerra e pelas cidades. Esses dados comprovam a longevidade da ocupação indígena na região da Amazônia.

### Arqueologia do Sul do Brasil

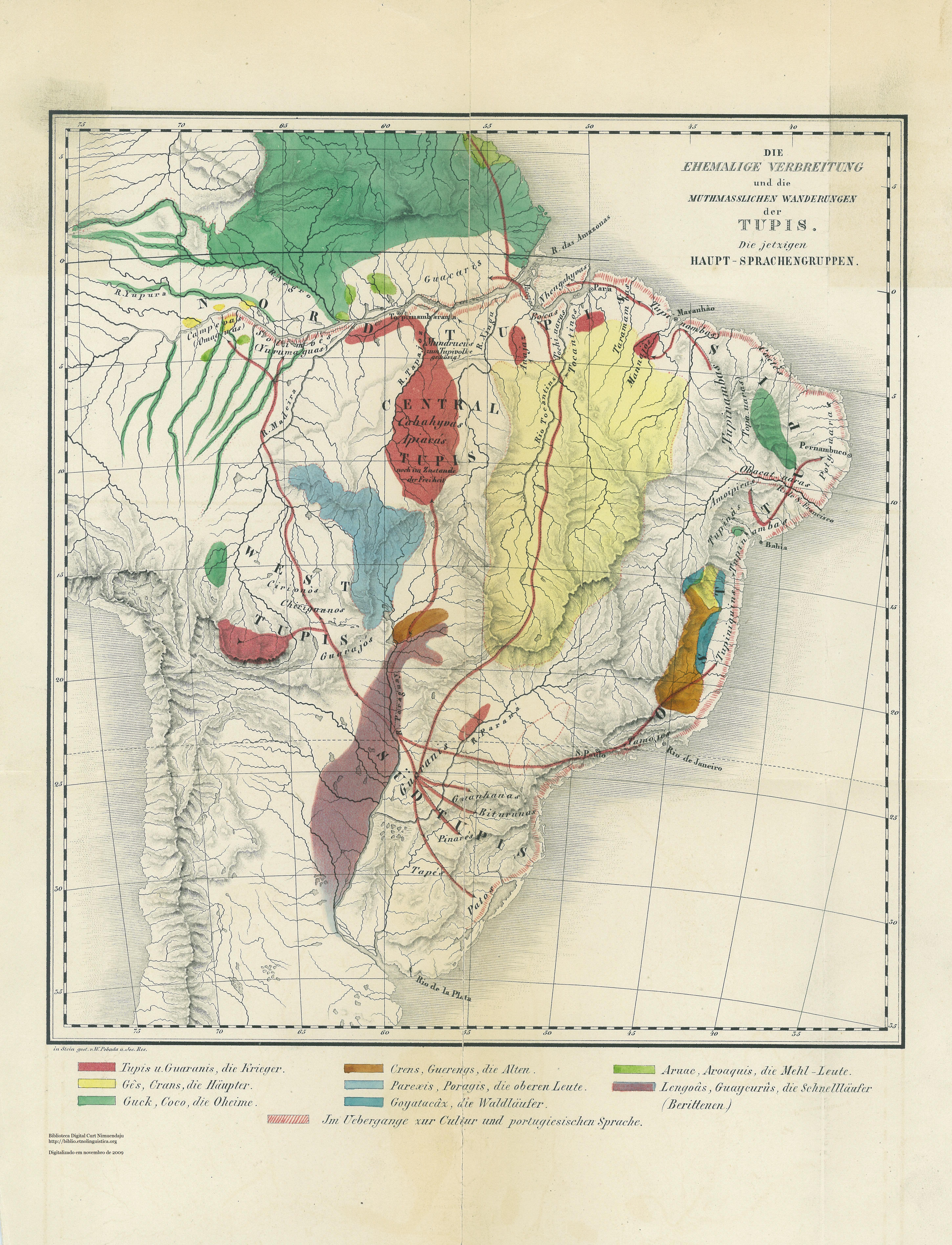
Mapa etnográfico das terras baixas da América do Sul, particularmente do Brasil, apresentando as principais famílias linguísticas, de acordo com a classificação de Martius, e possíveis rotas migratórias tupis (1867).

As pesquisas arqueológicas do Sul do Brasil já ocorrem há quase um século e meio. Essa região constitui a área mais conhecida arqueologicamente no contexto brasileiro, com cerca de 3.500 sítios localizados, diversos conjuntos tecnológicos definidos e uma cronologia que inicia há cerca de 12.000 anos AP. Iniciada no final do século XIX, a primeira fase da pesquisa foi marcada por ideias adaptadas do evolucionismo e do darwinismo social, que pregavam a inferioridade dos povos indígenas e justificavam a colonização. As principais linhas de investigação nesse momento inicial estavam relacionados aos sambaquis e às ocupações pré-ceramistas e ceramistas. Os modelos de interpretação, importados de outras partes do Brasil ou de outros países, não levavam em consideração as especificidades culturais dos indígenas do sul. Em meados do século XX, o quadro pouco havia se alterado: arqueologia profissional no Sul foi conduzida por um pressuposto sugerido pela pesquisadora Betty Meggers na década de 1950: "tratar a cultura de uma maneira artificialmente separada dos seres humanos." Os pesquisadores optaram por criar um ambiente totalmente estanque e artificial, construindo a história e a cultura dessas populações a partir de ideias próprias, ignorando fontes históricas e dados etnográficos. A primeira geração de arqueólogos brasileiros, formada em 1960, adotou sem questionar os esquemas de Betty Meggers e de seu marido, o arqueólogo Clifford Evans. Preconceitos deterministas ecológicos forjados para a Amazônia foram generalizados também para a região Sul, como se não houvesse diferenças históricas, culturais e ambientais entre esses contextos. Embora esse quadro venha sendo alterado nos últimos anos, ainda existem muitas disparidades na qualidade e quantidade de estudos para cada um dos estados do Sul.
As pesquisas arqueológicas revelaram que a Região Sul foi ocupada em todos os seus espaços, configurados por relevos, ecótonos e climas diversificados que proporcionaram diversos tipos de adaptação ecológica. A ocupação humana dessa área se deu em três diferentes levas: a primeira leva ocupou o Sul a partir de 12.000 ou 13.000 anos AP, reproduzindo comportamentos de "caçadores-coletores" com estabilidade em seu sistema tecnológico até cerca de 2.500 anos AP. Os registros arqueológicos dessas populações são chamados como Tradição Umbu e Tradição Humaitá. Essa aparente estabilidade começou a ser alterada por duas levas de populações "ceramistas", agriculturas e de matriz cultural distinta, Tupi e Macrô-Jê, respectivamente originários da Amazônia e da região Centro-Oeste, por volta de 2.500 anos AP. De acordo com o pesquisador Francisco Noelli Silva, "essas populações implantaram e reproduziram seus sistemas adaptativos baseados na agricultura e, paralelamente, incorporaram as novidades vegetais e animais do Sul, úteis para alimentação, medicina e elaboração de cultura material. Esses povos conquistadores formavam unidades politicamente aliadas em nível regional, com dimensões variáveis conforme o número de unidades locais e suas densidades demográficas. Eles trocavam sistematicamente informações e pessoas, contribuindo para a manutenção e reprodução constante da sua cultura material, da língua, etc." Tamanha era a sua capacidade de reprodução que em cerca 1.000 anos dominaram as margens das principais bacias hidrográficas e levaram à assimilação ou extermínio das populações que ocupavam o território da Região Sul há cerca de 10.000 anos.
As populações ascendentes dos Jê do Sul chegaram tardiamente ao litoral e eram distintas das que já viviam na costa. Embora constituam dois povos distintos linguística, biológica e culturalmente, conhecidos como Kaingang e Xokleng/Laklanõ, os registros arqueológicos dessas populações indígenas históricas ainda não puderam ser diferenciados pela pesquisa especializada. De modo geral, os assentamentos desses dois povos são semelhantes, seja em aldeias a céu aberto ou abrigos-sob-rocha, sambaquis ou casas semi-subterrâneas. Por conta da contínua pressão sobre seus territórios, é provável que tenham vivido em pequenos grupos em constante movimento, deixando poucos rastros, instalando-se em acampamentos provisórios que eram descartados logo após o seu uso. Diversas matas situadas nos territórios dos Jê do Sul constituíam florestas antropogênicas: a mata de araucárias, de surgimento tardio no planalto sul, provavelmente está associada à ação transformadora desses grupos sobre o ambiente, através de queimadas e manejo.

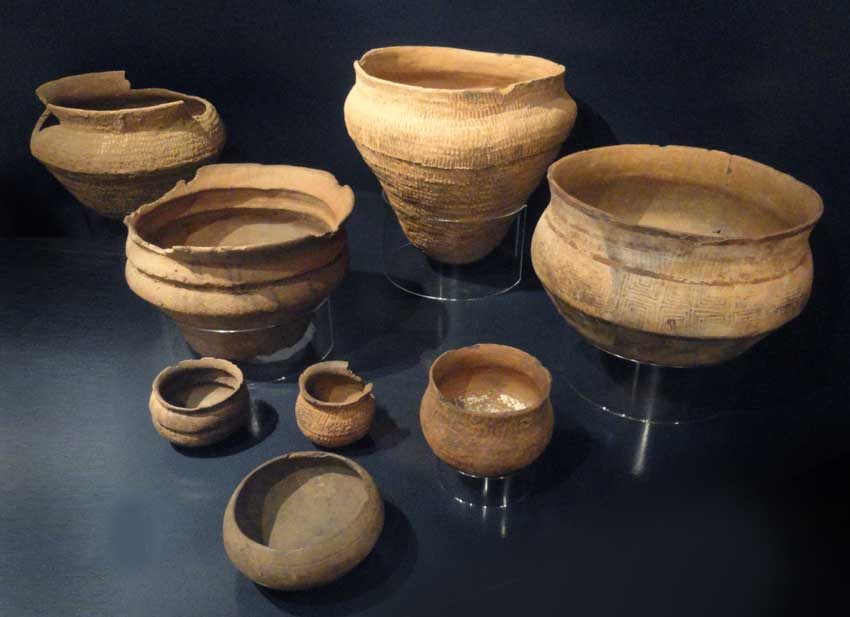
Cerâmica tupi-guarani, mostrando o típico modelo despojado predominante no Brasil indígena. Museu da UFRGS.

Os Guarani da Região Sul, por sua vez, mais conhecidos em termos arqueológicos, etnográficos, históricos e linguísticos, formam um conjunto de populações de matriz cultural Tupi, mais especificamente vinculados aos povos Tupi-guarani. Com organização social dada a partir da família extensa, eles possuíam uma ampla rede de caminhos que interligavam suas aldeias ao longo do Brasil Meridional. Além das florestas constituídas a partir de sua atividade humana, eles extraíam recursos da caça, da pesca, e da coleta de moluscos, insetos e mel, o que lhes permitia a sustentação de ocupações de longa duração. A cerâmica guarani apresentava regras de confecção estritas, com grande variedade de formas e padrões decorativos. A sua prática da guerra estava associada à captura de prisioneiros e à necessidade de expansão das fronteiras territoriais. Esse processo de expansão das fronteiras deixava para trás territórios colonizados com população estável com condições de manter e manejar suas terras.

### Arqueologia e História Indígena no Brasil

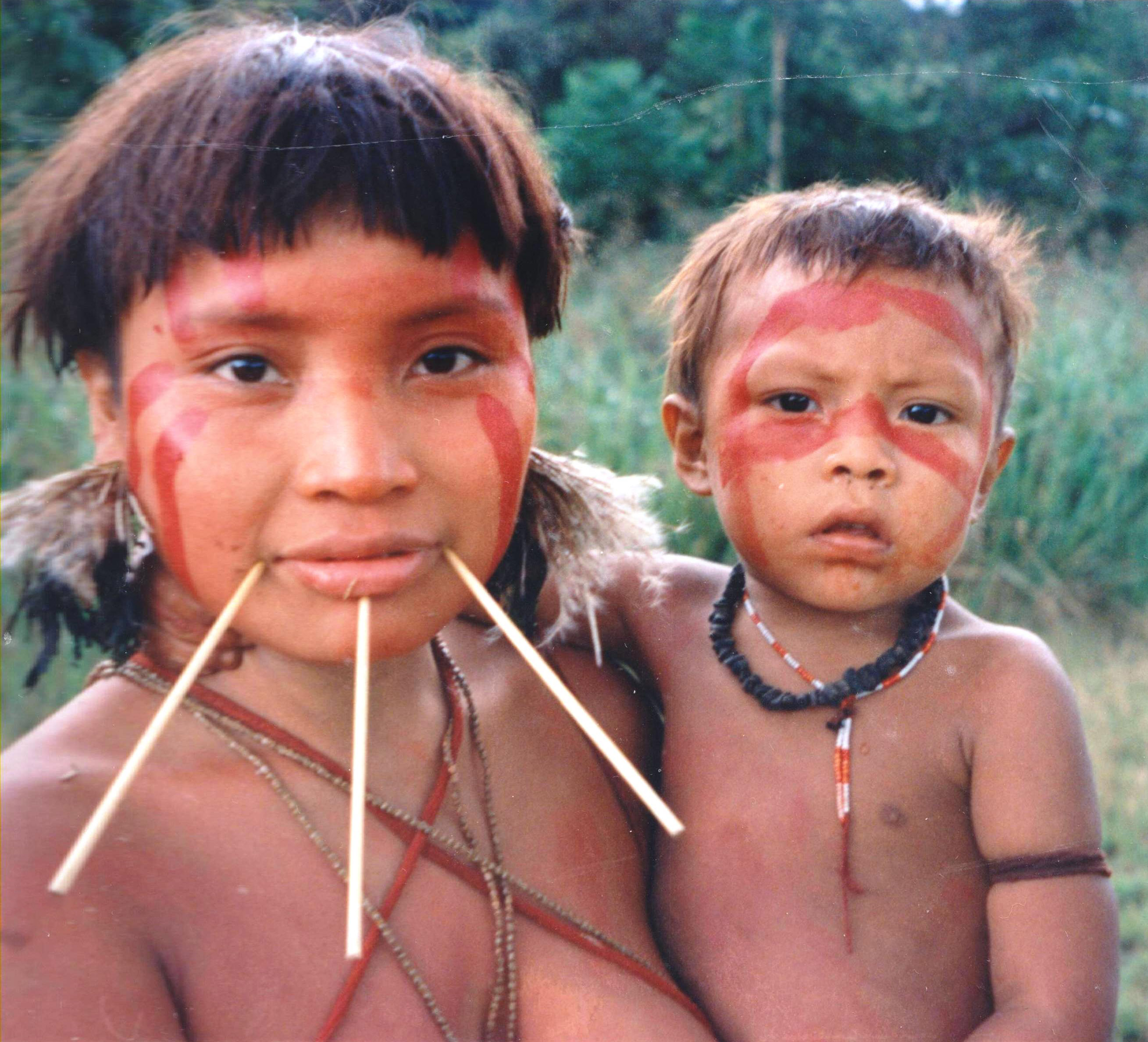
Indígena Yanomami e seu filho na região de Homoxi, no Amazonas, em junho de 1997.

A arqueologia no Brasil remonta ao século XIX, assim como o seu distanciamento da História. No país, o estudo das trajetórias das comunidades indígenas levou, durante décadas, apenas a etnografia em consideração. As sociedades consideradas “sem Estado” foram estigmatizadas como “primitivas". O registro arqueológico foi dissociada das populações indígenas, como se não fosse possível realizar nenhuma conexão entre estes e os seus antepassados do período pré‑colonial, excluindo-as como protagonistas na história nacional. A arqueologia brasileira pós Segunda Guerra Mundial herdou esta concepção, reforçada pela importação do termo europeu de pré-história, sem as mediações necessárias para o contexto americano. Foi apenas recentemente que esse quadro começou a mudar com o uso, pela antropologia e arqueologia, de métodos da História. Isso se reflete, por exemplo, na adoção do termo pré-colonial no lugar de pré-história pelos arqueólogos e a introdução do conceito de longa duração em suas pesquisas. 

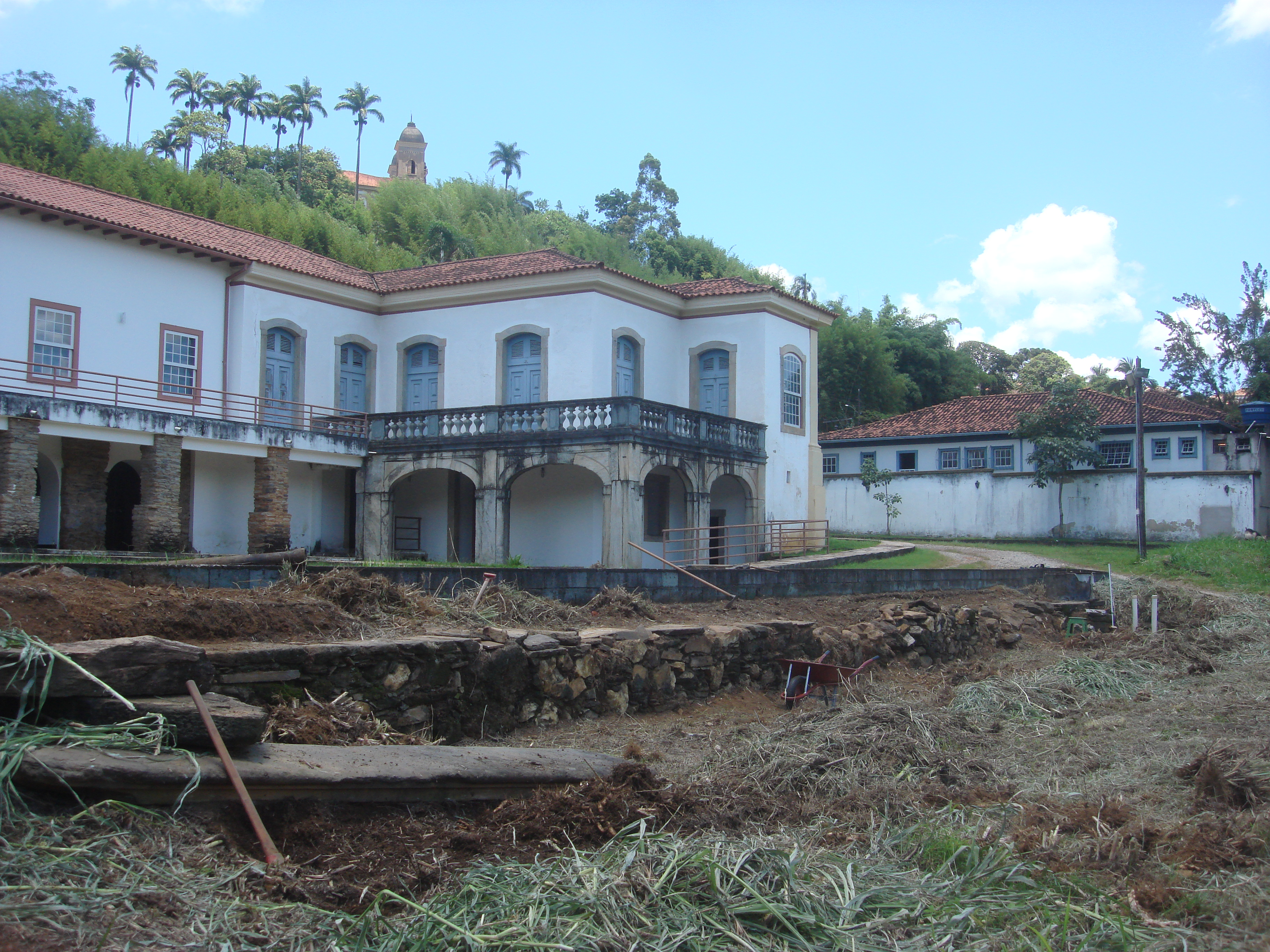
Escavação arqueológica nos antigos jardins do Palácio da Olaria (Palácio dos Bispos) de Mariana (MG), em fevereiro de 2016.

No Brasil, a longa duração vem sendo aplicada para dar maior rigor teórico às pesquisas que buscam entender o registro arqueológico como vestígios das populações indígenas atuais. Esse movimento se insere, para alguns pesquisadores, em um movimento ainda maior, denominado por alguns como história indígena, originado pelo esforço das comunidades indígenas que, nas décadas de 1970 e 1980, se organizaram nacionalmente, levando inclusive a alterações no texto da Constituição de 1988, que passou a reconhecer os direitos originários dos indígenas em relação à terra e cidadania. A arqueologia como história indígena pressupõe a utilização de outras áreas do conhecimento a linguística histórica, a própria etnologia, além da etno-história e da antropologia, a fim de permitir a elaboração de hipóteses sobre os modos de vida das populações indígenas e seus ascendentes milenares que vive e viviam no território brasileiro.